# Liste der Biografien/Hard
Liste der Biografien |
Portal Biografien |
Personensuche
# |
A |
B |
C |
D |
E |
F |
G |
H |
I |
J |
K |
L |
M |
N |
O |
P |
Q |
R |
S |
T |
U |
V |
W |
X |
Y |
Z |
?
 
Ha |
Hd |
He |
Hi |
Hj |
Hk |
Hl |
Hm |
Hn |
Ho |
Hr |
Hs |
Ht |
Hu |
Hv |
Hw |
Hy
 
Haa |
Hab |
Hac |
Had |
Hae–Haf |
Hag |
Hah |
Hai |
Haj |
Hak |
Hal |
Ham |
Han |
Hao |
Hap |
Haq |
Har |
Has |
Hat |
Hau |
Hav |
Haw |
Hax |
Hay |
Haz
 
Hara |
Harb |
Harc |
Hard |
Hare |
Harf |
Harg |
Harh |
Hari |
Harj |
Hark |
Harl |
Harm |
Harn |
Haro |
Harp |
Harr |
Hars |
Hart |
Haru |
Harv |
Harw |
Harx |
Hary |
Harz
Die Liste der Biografien führt alle Personen auf, die in der deutschsprachigen Wikipedia einen Artikel haben. Dieses ist eine Teilliste mit 611 Einträgen von Personen, deren Namen mit den Buchstaben „Hard“ beginnt.

## Hard
- Hard, Calvin, deutscher Sänger und Musicaldarsteller
- Hard, Darlene (1936–2021), US-amerikanische Tennisspielerin
- Hard, Gerhard (1934–2024), deutscher Geograph
- Hard, Gideon (1797–1885), US-amerikanischer Politiker
- Hard, Hardy (* 1974), deutscher DJ
- Hard, James (1841–1953), letzter Soldat des amerikanischen Bürgerkrieges
- Hård, Jere (* 1978), finnischer Schwimmer
- Hård, Mikael (* 1957), schwedischer Technikhistoriker und Hochschullehrer
- Hard2Def, DJ (* 1978), deutscher Musikproduzent und Club/Radio-DJ

### Harda
- Hardach, Fritz Wilhelm (1902–1976), deutscher Kaufmann, Wirtschaftsprüfer und Industriemanager
- Hardach, Gerd (1941–2022), deutscher Sozial- und Wirtschaftshistoriker
- Hardach, Karl (1936–2016), deutsch-amerikanischer Wirtschaftshistoriker
- Hardaker, Sarah (* 1975), englische Badmintonspielerin
- Hardaker, Zak (* 1991), englischer Rugby-League-Spieler
- Hardal, Berkay (* 1996), türkischer Schauspieler
- Hardan, Assaad (* 1951), libanesischer Politiker
- Hardart, Frank (1850–1918), US-amerikanischer Unternehmer
- Hardaway, Hannah (* 1978), US-amerikanische Freestyle-Skierin
- Hardaway, Lynnette (1971–2023), US-amerikanische Medienperson und Verschwörungsideologin
- Hardaway, Penny (* 1971), US-amerikanischer Basketballspieler
- Hardaway, Tim (* 1966), US-amerikanischer Basketballspieler
- Hardaway, Tim Jr. (* 1992), US-amerikanischer Basketballspieler

### Hardb
- Hardberger, Phil (* 1934), US-amerikanischer Politiker, Bürgermeister von San Antonio (2005–2009)

### Hardc
- Hardcastle, Alexander (1872–1933), britischer Offizier und Amateurarchäologe
- Hardcastle, Diana (* 1949), englische Filmschauspielerin
- Hardcastle, Frances (1866–1941), britische Mathematikerin und Frauenrechtlerin
- Hardcastle, Joseph Alfred (1868–1917), englischer Astronom
- Hardcastle, Paul (* 1957), britischer Musiker und Produzent
- Hardcastle, Sarah (* 1969), britische Schwimmerin
- Hardcore Holly (* 1963), US-amerikanischer WrestlerHardcore Holly (* 1963)

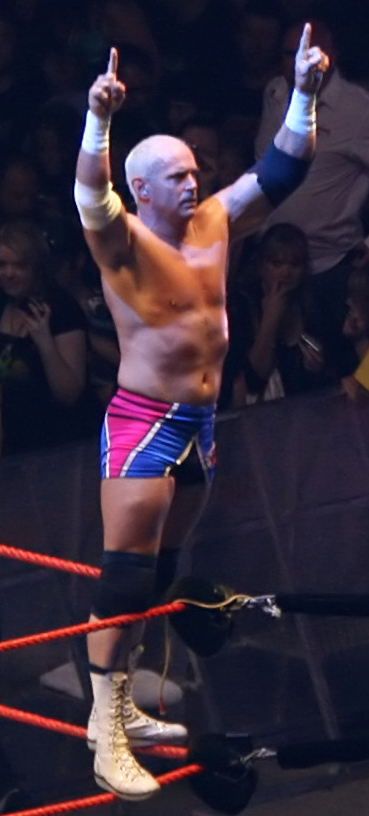
Hardcore Holly (* 1963)

- Hardcore, Max (1956–2023), US-amerikanischer Pornodarsteller

### Harde
- Harde, Karl Wilhelm (1922–1982), deutscher Entomologe
- Hardebeck, Dierk (1928–1983), deutscher Schauspieler und Hörspielsprecher
- Hardebusch, Christoph (* 1974), deutscher Schriftsteller
- Hardeck, Erwin (* 1940), deutscher Musikwissenschaftler und Bibliothekar
- Hardeck, Jürgen (* 1958), deutscher Wissenschaftler, Staatssekretär
- Hardee, Cary (1876–1957), US-amerikanischer Politiker, Gouverneur von Florida
- Hardee, John (1918–1984), US-amerikanischer Tenorsaxophonist und Klarinettist
- Hardee, Justin (* 1994), US-amerikanischer American-Football-Spieler
- Hardee, Trey (* 1984), US-amerikanischer Zehnkämpfer
- Hardee, William Joseph (1815–1873), Konföderierten-General im Amerikanischen Bürgerkrieg
- Hardegen, Dirk (* 1969), deutscher Synchron- und Hörspielsprecher
- Hardegen, Lucia Maria (* 1951), deutsche Bildhauerin und Medailleurin
- Hardegen, Reinhard (1913–2018), deutscher Marineoffizier, Kaufmann und Politiker (CDU), MdBBReinhard Hardegen (1913–2018)

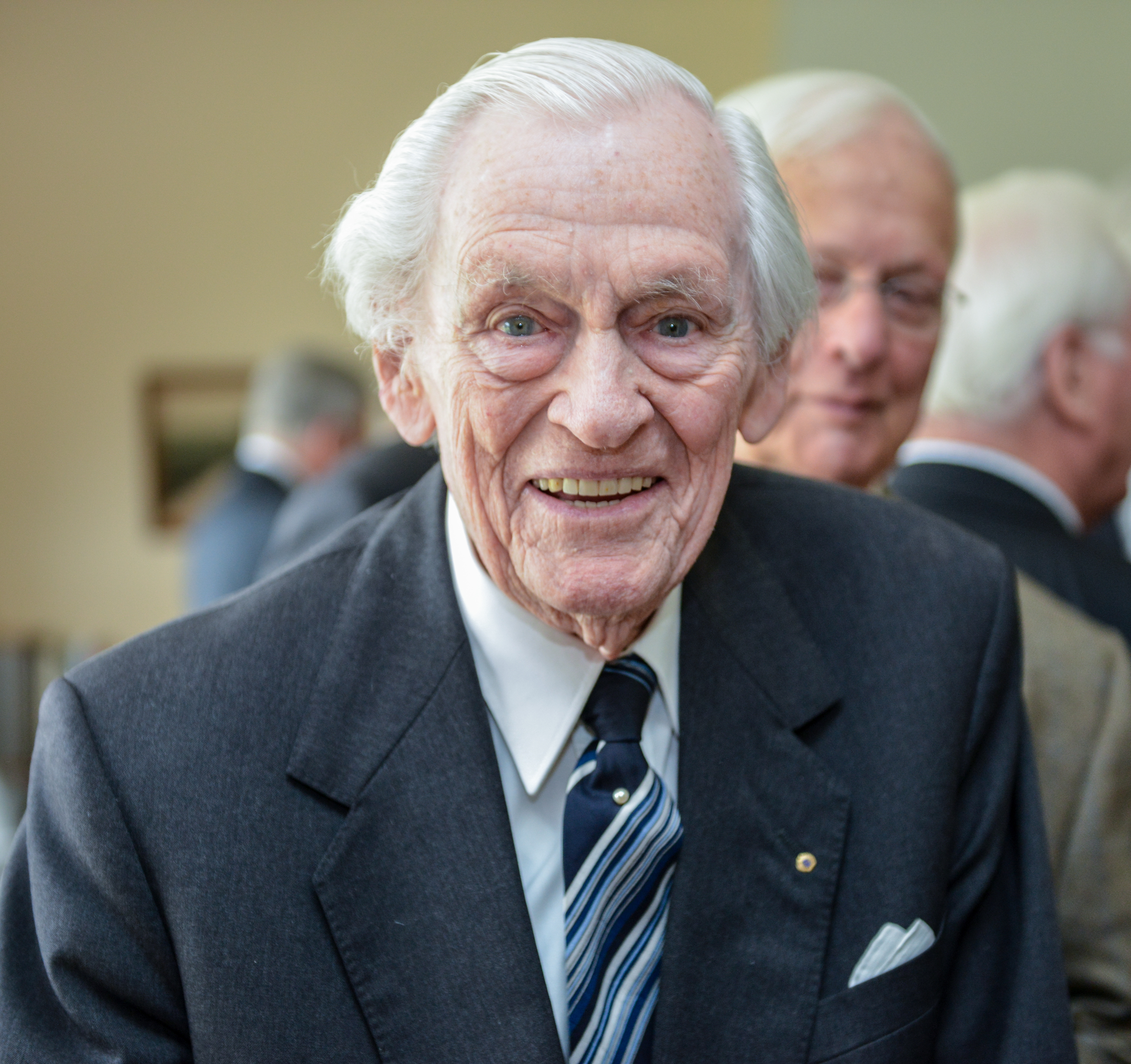
Reinhard Hardegen (1913–2018)

- Hardegg, Georg David (1812–1879), Begründer der Deutschen Tempelgesellschaft
- Hardegg, Heinrich zu (1843–1898), österreichischer Geschäftsmann, Privatgelehrter und Stifter
- Hardegg, Ignaz zu (1772–1848), österreichischer General der Kavallerie und Hofkriegsratspräsident
- Hardegg, Johann Anton zu (1773–1825), österreichischer General
- Hardegg, Julius von (1810–1875), württembergischer Generalleutnant und Militärschriftsteller
- Hardegg, Maximilian zu (1906–1931), österreichischer Adliger und Automobilrennfahrer
- Hardegg, Oskar von (1815–1877), württembergischer Generalleutnant und Kriegsminister
- Hardegger, André (1922–1945), Schweizer Radrennfahrer
- Hardegger, August (1858–1927), Schweizer Architekt
- Hardegger, Bertha (1903–1979), Schweizer Missionsärztin
- Hardegger, Emil (1881–1977), Schweizer Politiker (SP)
- Hardegger, Thomas (* 1956), Schweizer Politiker (SP)
- Hardekopf, Ferdinand (1876–1954), deutscher Journalist, Schriftsteller, Lyriker und ÜbersetzerFerdinand Hardekopf (1876–1954)

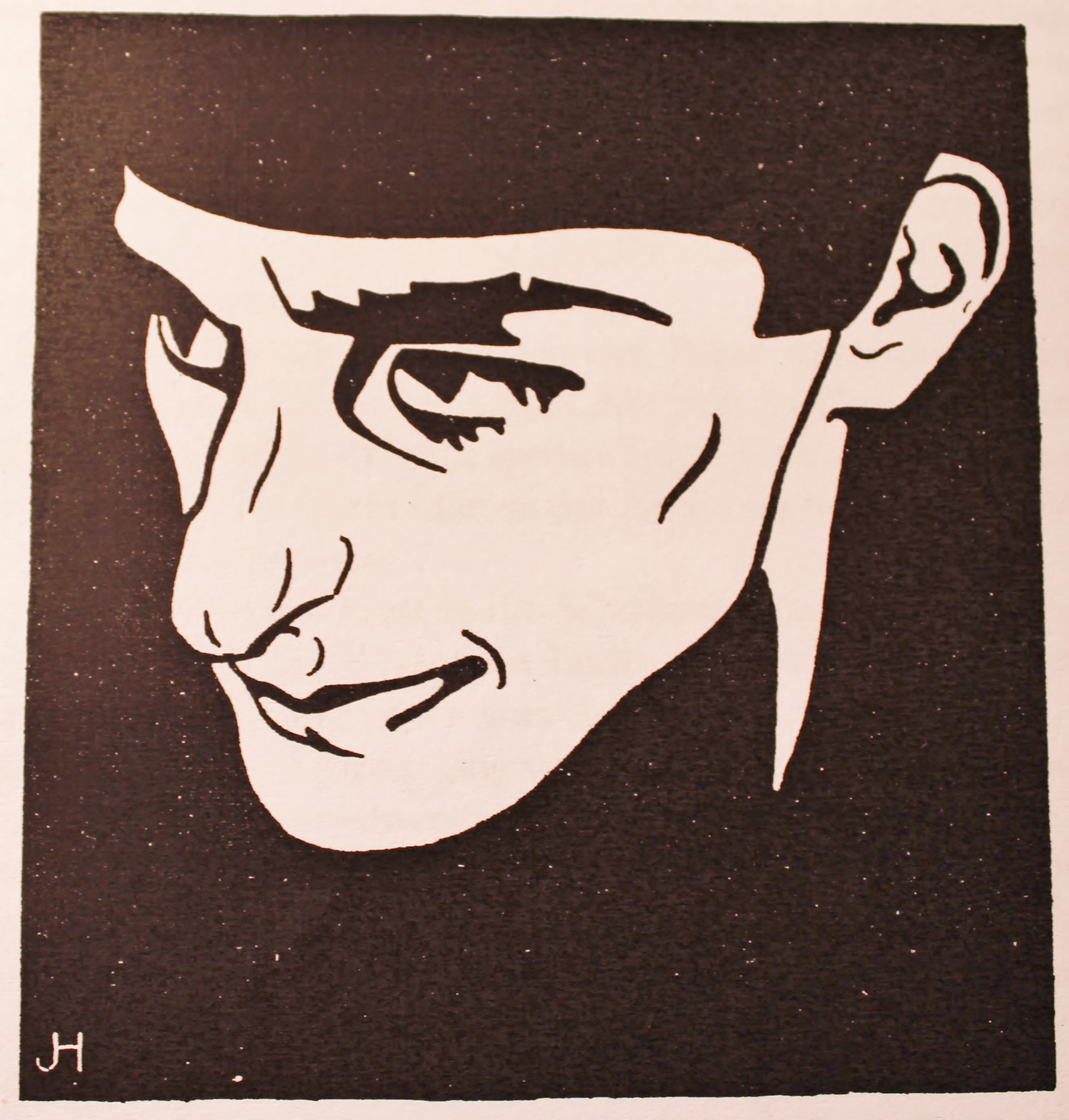
Ferdinand Hardekopf (1876–1954)

- Hardel, Gerhard (1912–1984), deutscher Schriftsteller
- Hardel, Jacques († 1678), französischer Komponist und Cembalist
- Hardel, Lilo (1914–1999), deutsche Schriftstellerin
- Hardel, William, Lord Mayor of London
- Hardeland, Jens (* 1972), deutscher HörfunkmoderatorJens Hardeland (* 1972)

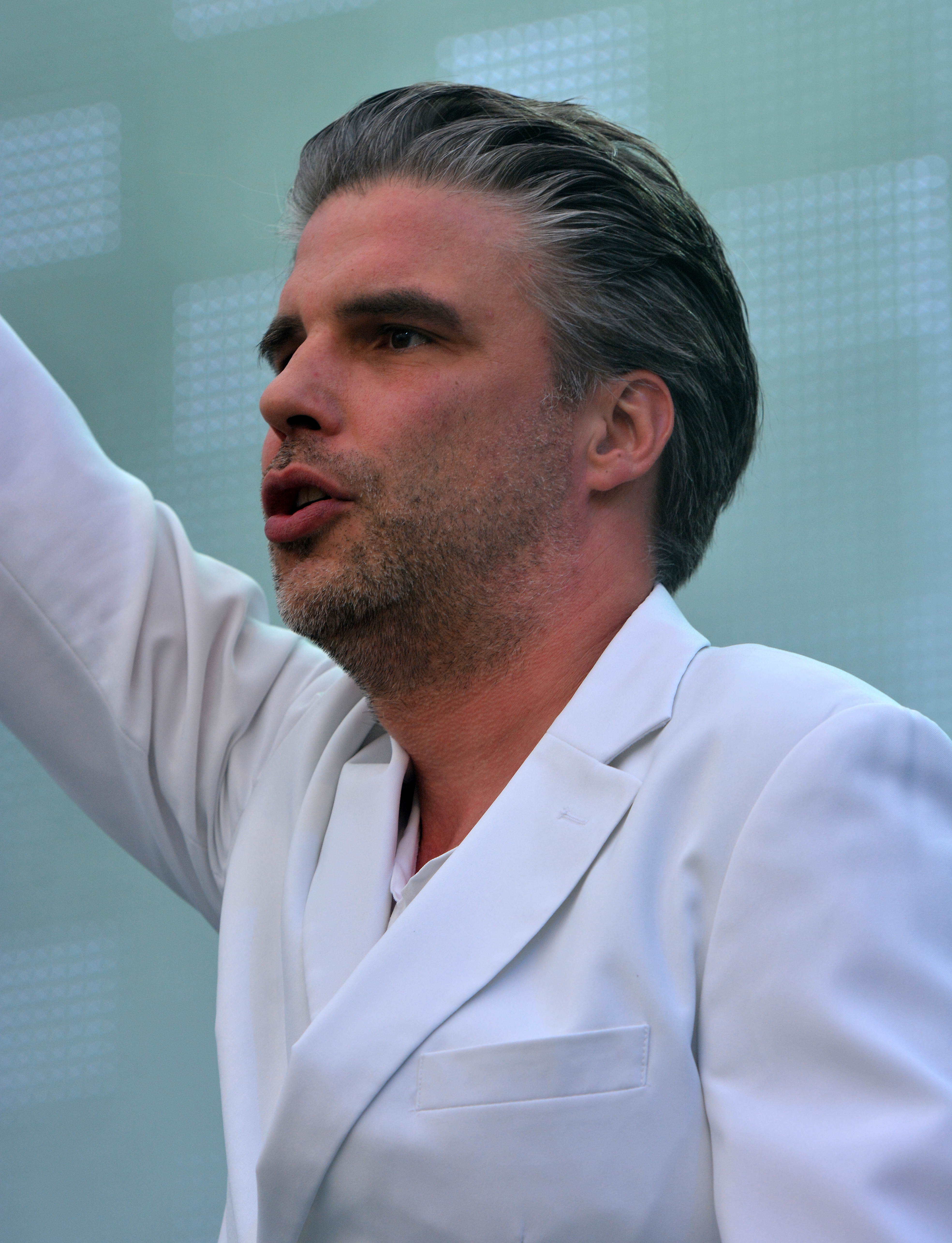
Jens Hardeland (* 1972)

- Hardeland, Julius (1828–1903), deutscher lutherischer Theologe und Missionsdirektor der Leipziger Mission
- Hardeland, Rüdiger (* 1943), deutscher Zoologe und ehemaliger Hochschullehrer
- Härdelin, Emma (* 1975), schwedische Folkmusikerin
- Hardell, Lennart (* 1944), schwedischer Onkologe, Krebs-Epidemiologe und Umweltmediziner
- Hardellet, André (1911–1974), französischer Schriftsteller
- Hardeman, Hilde, belgische EU-Beamtin
- Hardeman, Thomas (1825–1891), US-amerikanischer Politiker
- Harden, Arthur (1865–1940), britischer Chemiker
- Harden, Blaine (* 1952), amerikanischer Journalist und Schriftsteller
- Harden, Cecil M. (1894–1984), US-amerikanische Politikerin
- Harden, Dan (1926–2014), rumänischer Film- und Theaterschauspieler
- Harden, Donald B. (1901–1994), britischer Archäologe
- Harden, Duane (* 1971), US-amerikanischer House-Sänger
- Harden, Elfriede, Opernsängerin (Sopran)
- Harden, Erich (1885–1949), deutscher Bühnen- und Filmschauspieler
- Harden, Hermann (1912–1964), deutscher Kommunalpolitiker
- Harden, Ingo (* 1928), deutscher Musikkritiker und Autor
- Harden, James (* 1989), US-amerikanischer Basketballspieler
- Harden, Marcia Gay (* 1959), US-amerikanische SchauspielerinMarcia Gay Harden (* 1959)

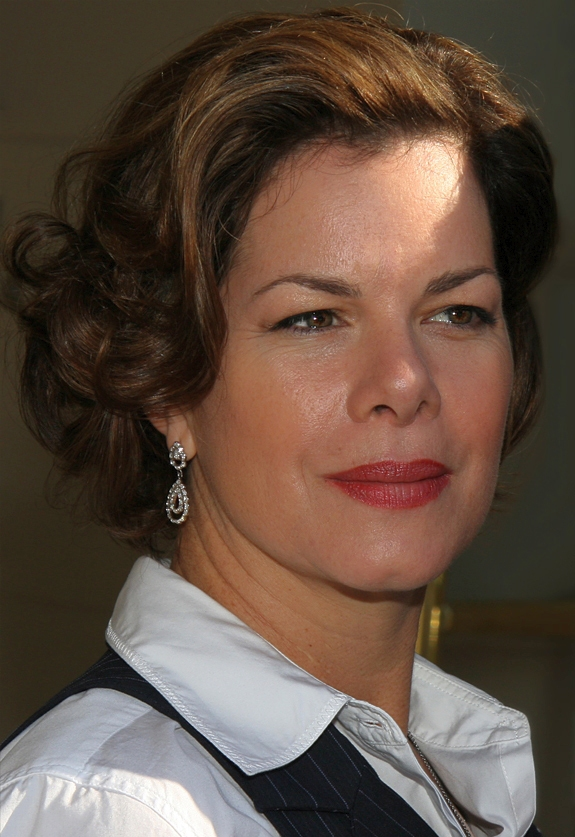
Marcia Gay Harden (* 1959)

- Harden, Maximilian (1861–1927), deutscher Publizist, Kritiker, Schauspieler und Journalist
- Harden, Mette, deutsche Magd und vermeintliche Hexe
- Harden, Sylvia von (1894–1963), deutsche Lyrikerin
- Harden, Thomas, deutscher Jurist, Generalstaatsanwalt in Köln
- Harden, Tim (* 1974), US-amerikanischer Sprinter
- Harden, Uwe (* 1952), deutscher Politiker (SPD), MdL
- Harden, Werner (1924–2020), deutscher Fußballspieler
- Harden, Wilbur (1924–1969), US-amerikanischer Jazz-Trompeter und Flügelhornist
- Harden, Wolf (* 1962), deutscher Pianist
- Hardenberg, Albert († 1574), reformierter Theologe und Reformator
- Hardenberg, Anton von (1781–1825), deutscher Politiker und Dichter
- Hardenberg, Arne (* 1973), grönländischer Skirennläufer
- Hardenberg, Askan von (1861–1916), deutscher Landrat und Staatsrat in Sachsen-Altenburg
- Hardenberg, Astrid Gräfin von (1925–2015), deutsche EU-Beamtin, Vorsitzende der Carl-Hans von Hardenberg Stiftung
- Hardenberg, August Ulrich von (1709–1778), deutscher Beamter und Gesandter
- Hardenberg, August Wilhelm Karl von (1752–1824), deutscher Politiker
- Hardenberg, Auguste von (1809–1893), Präsidentin der vierten Abteilung des badischen Frauenvereins
- Hardenberg, Carl Graf von (1893–1965), deutscher Landwirt, Unternehmer und Landrat des Landkreises Northeim
- Hardenberg, Carl von (1756–1840), deutscher Jurist, kurfürstlich braunschweig-lüneburgischer Justizrat, Richter, königlich westphälischer Landdrost und Oberhofmarschall des Königreichs Hannover
- Hardenberg, Carl von (1776–1813), deutscher Dichter und sächsischer Beamter
- Hardenberg, Carl-Hans Graf von (1891–1958), deutscher Offizier, Landwirt und Politiker
- Hardenberg, Christian Ludwig von (1700–1781), deutscher hannoverscher Feldmarschall
- Hardenberg, Christian Ulrich von (1663–1735), deutscher Hofbeamter, Kurhannoverscher Diplomat, Schlosshauptmann und Hofmarschall, Wirklicher Geheimer Rat und Kammerpräsident
- Hardenberg, Eiler († 1565), dänischer Adliger
- Hardenberg, Ernst Christian Georg August von (1754–1827), deutscher Politiker
- Hardenberg, Friedrich August von (1700–1768), deutscher Politiker, Staatsmann und Minister
- Hardenberg, Friedrich Karl von (1696–1763), deutscher Diplomat und Gartenarchitekt
- Hardenberg, Fritz von (1954–2010), deutscher Schauspieler und Synchronsprecher
- Hardenberg, Georg Adolph Gottlieb von (1765–1816), preußischer Landjägermeister
- Hardenberg, Georg Gottlieb Leberecht von (1732–1822), deutscher Adliger, Geheimer Rat, Hofmarschall
- Hardenberg, Georg Ludwig von (1720–1786), deutscher evangelischer Domdechant
- Hardenberg, Georg Wilhelm von (1705–1774), Deutschordenskomtur und kursächsischer Generalmajor
- Hardenberg, Gerd (* 1941), deutscher Politiker (Partei Rechtsstaatlicher Offensive), MdHB
- Hardenberg, Hans Carl Graf von (1909–1996), deutscher Botschafter
- Hardenberg, Hans Ernst von (1729–1797), deutscher Freimaurer
- Hardenberg, Hans von (1824–1887), deutscher Politiker
- Hardenberg, Harry (* 1935), deutscher Fotograf
- Hardenberg, Heinrich Graf von (1902–1980), deutscher Diplomat
- Hardenberg, Heinrich Ulrich Erasmus von (1738–1814), deutscher Salinendirektor
- Hardenberg, Helmuth von (1842–1915), preußischer Generalmajor und Kommandeur der 14. Kavallerie-Brigade
- Hardenberg, Henriette (1894–1993), expressionistische Dichterin
- Hardenberg, Hildebrand Christoph von (1621–1682), deutscher Adeliger
- Hardenberg, Isa von (* 1941), deutsche Eventmanagerin und Grande Dame der High Society
- Hardenberg, Julie Edel (* 1971), grönländisch-dänische Künstlerin und Autorin
- Hardenberg, Karl August von (1750–1822), preußischer Staatsmann und Reformer
- Hardenberg, Kuno von (1871–1938), deutscher Jurist, Kunsthistoriker, Maler, Innenarchitekt, Museumsdirektor, Schriftsteller und Hofmarschall
- Hardenberg, Lambertus (1744–1819), niederländischer Kutschen- und Wandmaler sowie Besitzer einer Kutschenwerkstatt
- Hardenberg, Lambertus (1822–1900), niederländischer Landschafts- und Vedutenmaler sowie Radierer und Lithograf
- Hardenberg, Lucie von (1776–1854), Gartengestalterin
- Hardenberg, Philipp Adam von (1695–1760), deutscher Domherr und Besitzer mehrerer Rittergüter
- Hardenberg, Reinhild Gräfin von (1923–2016), deutsche Widerstandskämpferin
- Hardenberg, Roland (* 1967), deutscher Ethnologe
- Hardenberg, Sophie von (1821–1898), deutsche Novalis-Forscherin und Antifeministin
- Hardenberg, Svend (* 1969), grönländischer Beamter, Unternehmer und Schauspieler
- Hardenberg, Theo (1908–1975), deutscher Pädagoge, Heimatforscher und Museumsleiter
- Hardenberg, Tita von (* 1968), deutsche Fernsehmoderatorin und -produzentinTita von Hardenberg (* 1968)

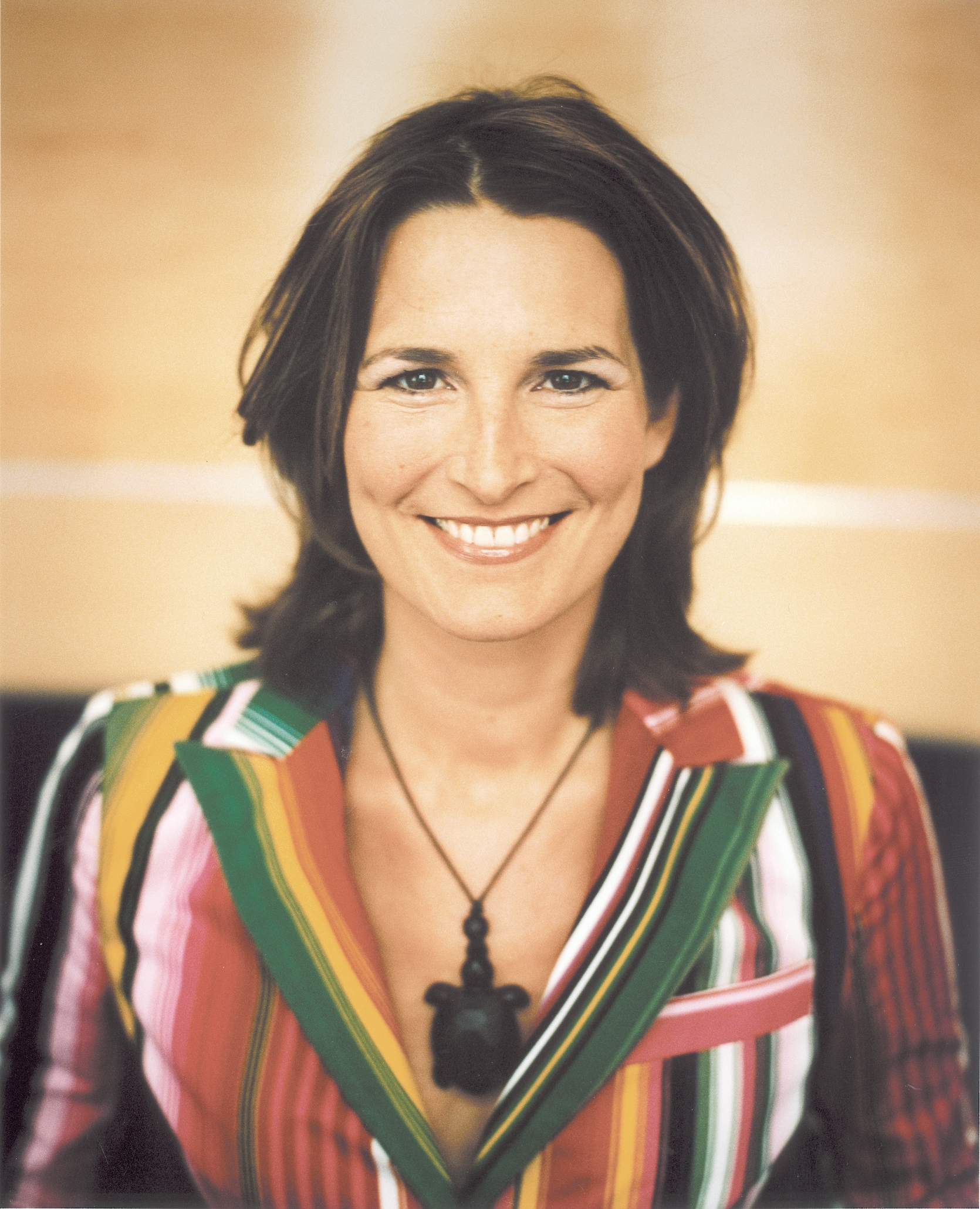
Tita von Hardenberg (* 1968)

- Hardenberg, Werner von (1829–1909), preußischer Generalleutnant
- Hardenberger, Håkan (* 1961), schwedischer Trompeter
- Hardenbergh, Augustus Albert (1830–1889), US-amerikanischer Politiker
- Hardenbergh, Henry Janeway (1847–1918), amerikanischer Architekt
- Hardenbroeck, Margaret, niederländische Kauffrau und Sklavenhändlerin in Nieuw Amsterdam und der Province of New York
- Hardenburg, Walter (1886–1942), US-amerikanischer Ingenieur
- Harder, Agnes (1864–1939), deutsche Schriftstellerin
- Harder, Albert, deutscher Militär
- Harder, Alexander von (* 1832), deutscher Naturforscher
- Harder, Alexandra (1905–2001), deutsche Malerin
- Harder, Andrea (* 1977), deutsche Basketballnationalspielerin
- Harder, Andy (* 1955), Schweizer Jazzmusiker (Klavier)
- Harder, Arthur (1910–1964), deutscher SS-Hauptsturmführer, Adjutant des Führers des Sonderkommandos 1005
- Harder, August (1775–1813), deutscher Musiker, Komponist und Schriftsteller
- Harder, Bernd (* 1966), deutscher Journalist und AutorBernd Harder (* 1966)

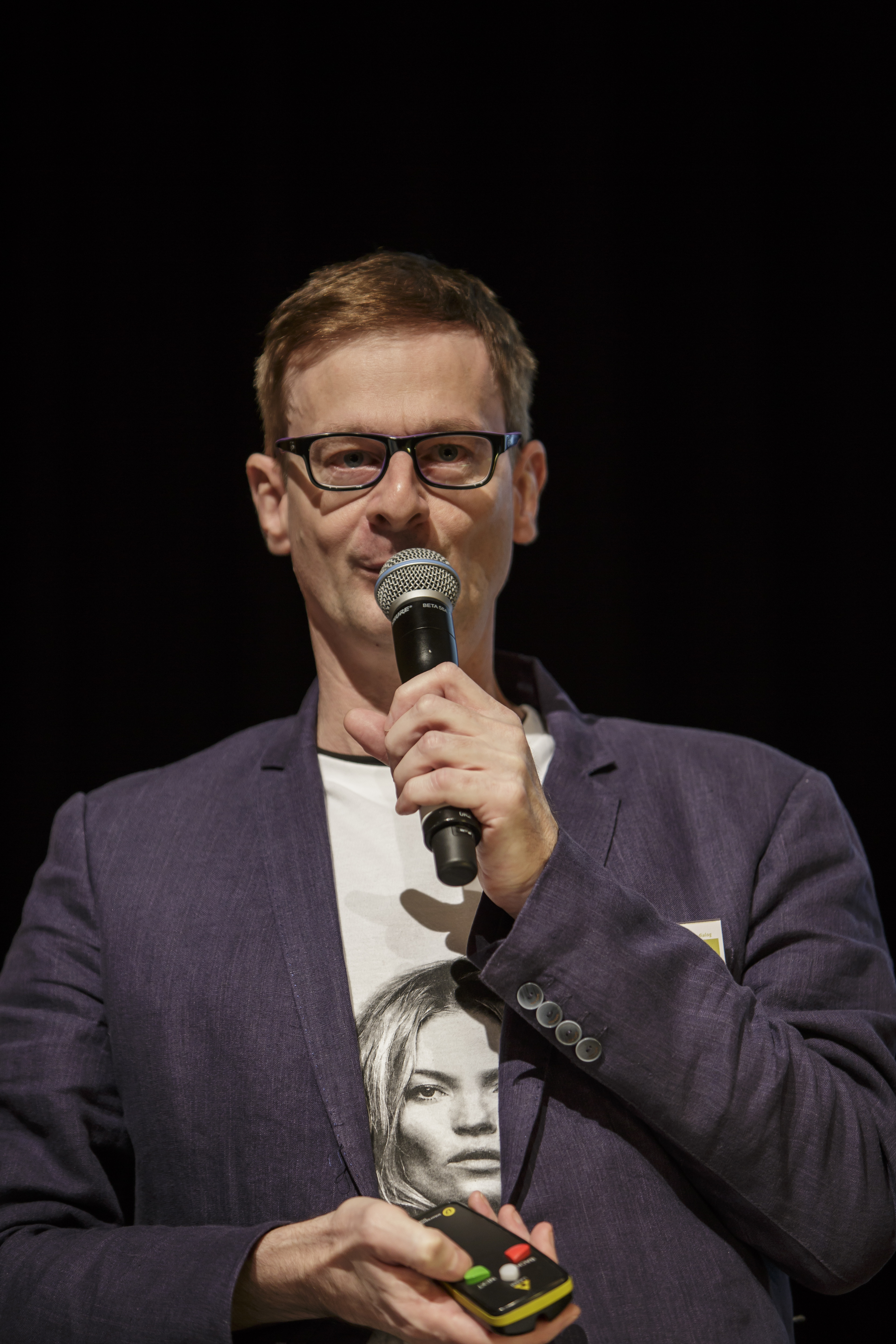
Bernd Harder (* 1966)

- Harder, Bernhard (1878–1970), mennonitischer Unternehmer, Prediger und Schriftsteller
- Harder, Bertus de (1920–1982), niederländischer Fußballspieler
- Harder, Birgit (* 1958), deutsche Badmintonspielerin
- Harder, Brad (* 1985), kanadischer Schauspieler
- Harder, Bruno (1908–1969), deutscher römisch-katholischer Prälat
- Harder, Burkhard von (* 1954), deutscher Künstler
- Harder, Charles J. (* 1970), amerikanischer Medienanwalt
- Harder, Christian (* 1987), US-amerikanischer Pokerspieler
- Harder, Conrad (* 2005), dänischer Fußballspieler
- Harder, Corinna (* 1970), deutsche Autorin
- Harder, Daniel, Regisseur
- Harder, Doris, deutsche Theaterregisseurin
- Harder, Ernst (1854–1927), deutscher Mennonitenführer und Arabist
- Harder, Friedrich (1891–1944), Lagerführer im Konzentrationslager
- Harder, Georg (1929–1985), deutscher Gesellschaftswissenschaftler und Hochschullehrer
- Harder, Gerd (* 1947), deutscher Jurist, Präsident des Hamburgischen Verfassungsgerichts
- Harder, Grant (1975–2002), kanadischer Skispringer
- Harder, Günter (1938–2025), deutscher Mathematiker und HochschullehrerGünter Harder (1938–2025)

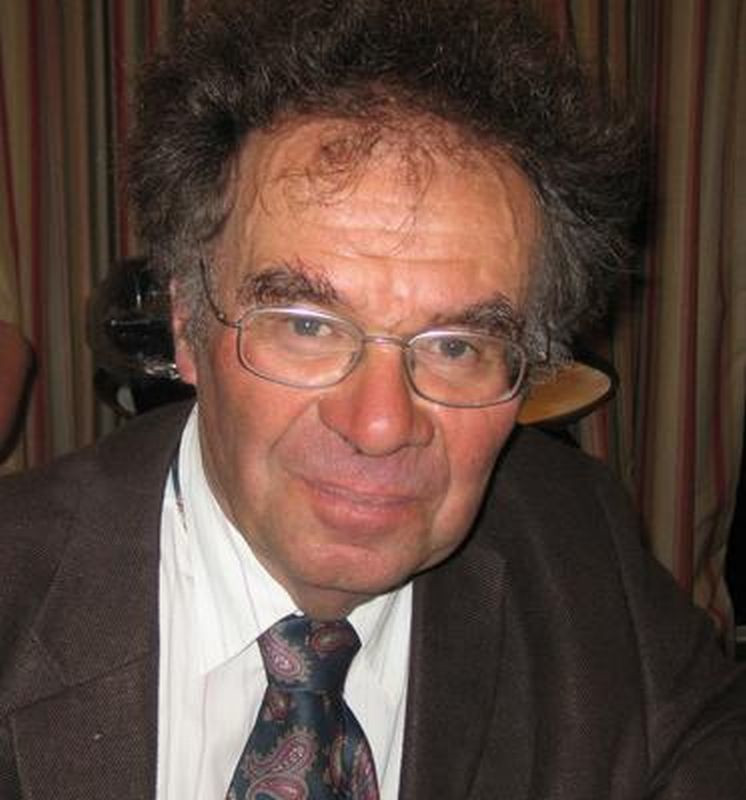
Günter Harder (1938–2025)

- Harder, Günther (1902–1978), deutscher evangelischer Pfarrer, Theologe und Hochschullehrer
- Harder, Hanna (1868–1936), deutsche Frauenrechtlerin und Politikerin
- Harder, Hans (1902–1984), deutscher Verwaltungsjurist, Präsident des Hamburger Rechnungshofes
- Harder, Hans (1903–1990), deutscher Musikpädagoge und Hochschullehrer
- Harder, Hans (* 1966), deutscher Indologe
- Harder, Hans Wilhelm (1810–1872), Schweizer Beamter, Heimatforscher und Zeichner
- Harder, Hans-Bernd (1934–1996), deutscher Slawist
- Harder, Hans-Joachim (* 1943), deutscher Offizier, Militärhistoriker und -archivar
- Harder, Hans-Martin (* 1942), deutscher Kirchenjurist und Konsistorialpräsident
- Harder, Hauke (* 1963), deutscher Komponist und experimenteller Physiker
- Harder, Heinrich (1858–1935), deutscher Maler von urzeitlichen Landschaften und Tieren
- Harder, Helge (1908–1962), dänischer Bahnradsportler
- Harder, Hermann (* 1901), deutscher Schriftsteller und Lyriker in der Zeit des Nationalsozialismus
- Harder, Hermann Freiherr von (1897–1983), deutscher Beamter im nationalsozialistischen Reichsministerium für die besetzten Ostgebiete, Kaufmann
- Harder, Hieronymus (1523–1607), deutscher Botaniker
- Harder, Hieronymus (1648–1675), Schweizer Orientalist
- Harder, Irma (1915–2008), deutsche Schriftstellerin
- Harder, Irmgard (1922–2012), deutsche Schauspielerin, Schriftstellerin und Hörfunksprecherin
- Harder, Jens (* 1970), deutscher Comiczeichner und Illustrator
- Harder, Jinjin (* 1984), deutsche Reality-TV-Darstellerin
- Harder, Johann Jakob (1656–1711), Schweizer Mediziner und Naturwissenschaftler
- Harder, Johannes (1903–1987), deutsch-russischer Schriftsteller und Sozialwissenschaftler
- Harder, Josh (* 1986), US-amerikanischer Politiker der Demokratischen Partei
- Harder, Jutta-Natalie (1934–2024), deutsche Malerin, Schriftstellerin, Marionettenbauerin und -spielerin
- Harder, Karl (1903–1978), deutscher Schachkomponist
- Harder, Karl von (1787–1857), preußischer Generalmajor
- Harder, Leland David (1926–2013), US-amerikanischer Theologe
- Harder, Loni, deutsche Gerechte unter den Völkern
- Harder, Lutz (* 1956), deutscher Synchron- und Hörspielsprecher, Schauspieler und Puppenspieler
- Harder, Lutz-Michael (1942–2019), deutscher Opernsänger (Tenor)
- Härder, Mäc (* 1960), deutscher Kabarettist, Jongleur, Autor und Fernsehmoderator
- Harder, Manfred (1936–2006), deutscher Wirtschaftswissenschaftler
- Harder, Manfred (1937–2000), deutscher Jurist und Hochschullehrer
- Harder, Manfred (1947–2018), deutscher Fußballschiedsrichter
- Harder, Manuel (* 1971), deutscher Schauspieler
- Harder, Marie (1898–1936), deutsche Autorin und Filmregisseurin
- Harder, Marvin Andrew (1921–1993), US-amerikanischer Politologe
- Harder, Matern († 1525), deutscher Baumeister der Frühen Neuzeit
- Harder, Mike (* 1973), kanadischer Eishockeyspieler und -trainer
- Harder, Olaf (* 1941), deutscher Ingenieur, Rektor der Fachhochschule Konstanz (1980–2006)
- Harder, Otto (1892–1956), deutscher Fußballspieler und Wachmann in KonzentrationslagernOtto Harder (1892–1956)

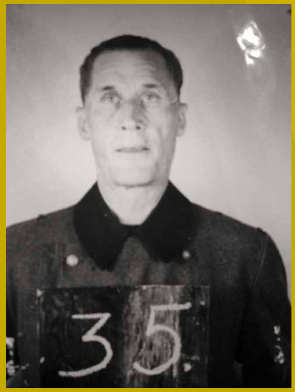
Otto Harder (1892–1956)

- Harder, Pat (1922–1992), US-amerikanischer American-Football-Spieler und -Schiedsrichter
- Harder, Pernille (* 1977), dänische Badmintonspielerin
- Harder, Pernille (* 1992), dänische Fußballspielerin
- Harder, Quirinus (1801–1880), niederländischer Architekt
- Harder, René (* 1971), deutscher Regisseur, Autor, Schauspieler und Hochschullehrer
- Harder, Richard (1888–1973), deutscher Botaniker und Hochschullehrer
- Harder, Richard (1896–1957), deutscher Klassischer Philologe
- Harder, Sjoerd (* 1963), niederländischer Chemiker
- Harder, Swen (* 1974), deutscher Autor von Spielbüchern und Rollenspielliteratur
- Harder, Tammo (* 1994), deutscher Fußballspieler
- Harder, Teresa (* 1963), deutsche SchauspielerinTeresa Harder (* 1963)

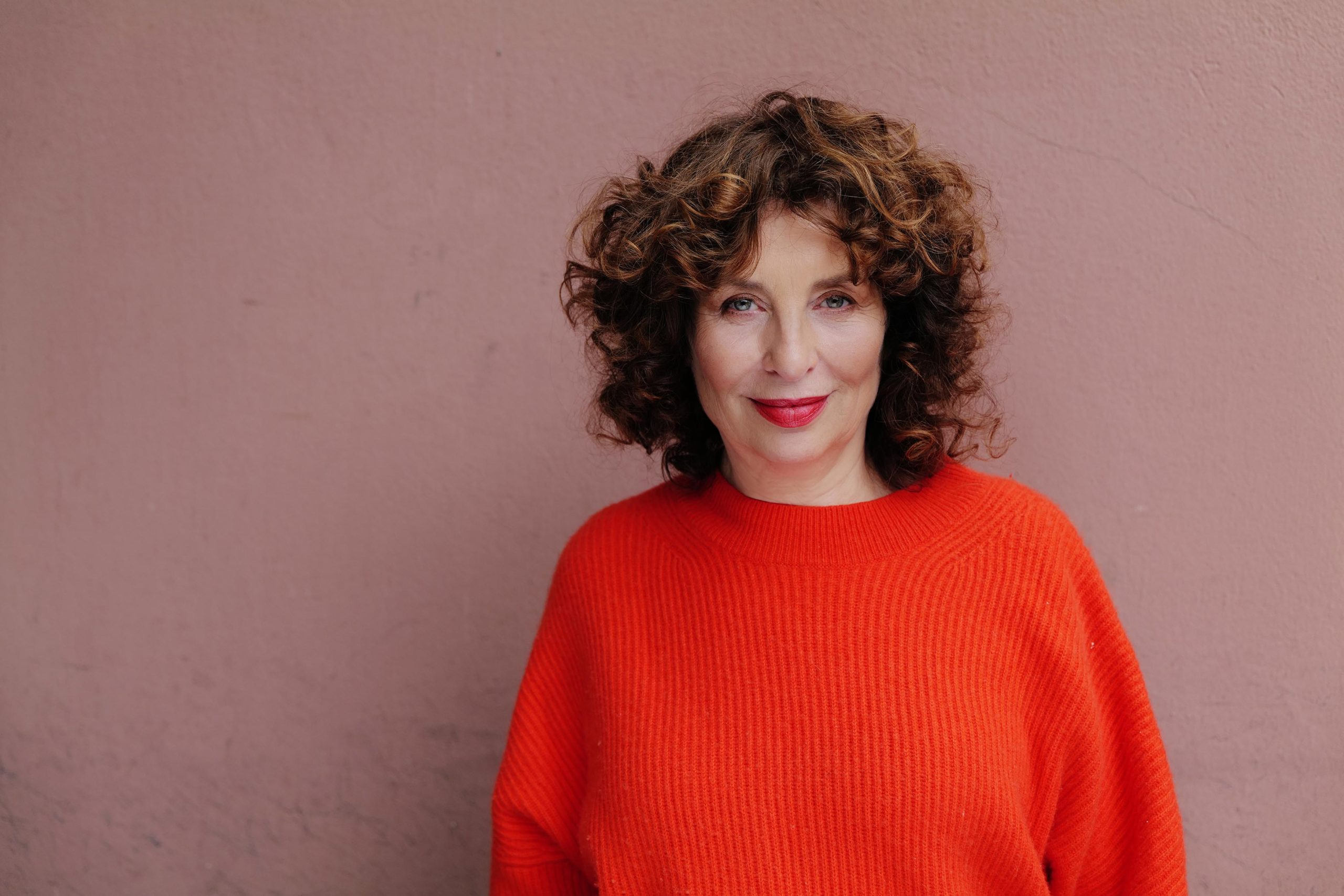
Teresa Harder (* 1963)

- Härder, Theo (* 1945), deutscher Informatiker
- Harder, Theodor (1931–2016), deutscher Soziologe und Mathematiker
- Harder, Theodor Gustav (1762–1811), deutscher evangelischer Theologe
- Harder, Torsten (* 1965), deutscher Cellist
- Harder, Victor (1870–1933), deutscher Konteradmiral der Kaiserlichen Marine
- Harder, Wilhelm (1900–1971), deutscher Politiker (SPD), MdL
- Harder, Wilhelm (1921–2009), deutscher Zoologe
- Harder, Wolfgang (* 1522), deutscher evangelischer Theologe
- Harder-Khasán, Alexander (1901–1985), deutscher Kunstmaler
- Harder-Kühnel, Mariana (* 1974), deutsche Politikerin (AfD)
- Harder-Vennewald, Rhea (* 1976), deutsche SchauspielerinRhea Harder-Vennewald (* 1976)

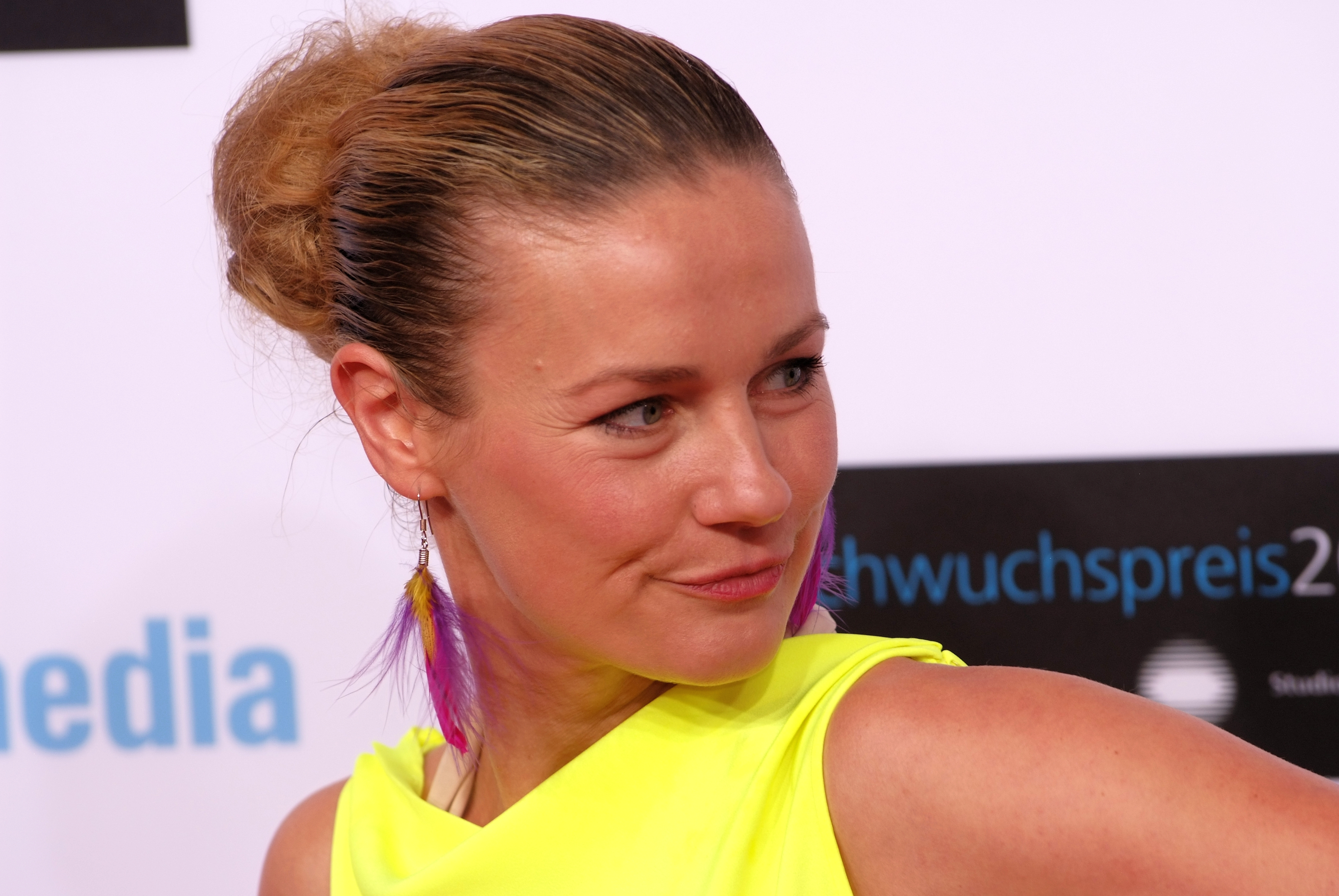
Rhea Harder-Vennewald (* 1976)

- Hardering, Klaus (* 1962), deutscher Kunsthistoriker
- Harders, Fritz (1909–1973), deutscher Industrieller und Manager
- Harders, Hanno (1954–2016), deutscher Musiker
- Harders, Hans (1875–1943), deutscher Bildhauer und Medailleur
- Harders, Levke (* 1974), deutsche Historikerin
- Harders, Rudolf (* 1935), deutscher Politiker (CDU), Bürgermeister von Oberursel (Taunus)
- Harderwijck, Gerardus de († 1503), deutscher Theologe, Philosoph und Hochschullehrer
- Harderwijk, Petrus Johannes van (1867–1948), niederländischer altkatholischer Geistlicher und Publizist
- Hardesty, Brandon (* 1987), US-amerikanischer Filmschauspieler
- Hardesty, Francis P. (1927–1983), US-amerikanischer Psychologe und Hochschullehrer
- Hardesty, Herb (1925–2016), US-amerikanischer Rhythm-and-Blues-Musiker (Trompete, Bariton- und Tenorsaxophon), Komponist und Bandleader
- Hardesty, Reina (* 1996), US-amerikanische Schauspielerin und Kamerafrau
- Hardeveld, Annick van (1923–1945), niederländische Widerstandskämpferin
- Hardevust, Bruno, Kölner Patrizier und Kaufmann
- Hardeweg, Franz (1884–1954), deutscher Politiker (CDU)

### Hardi
- Hardi, Choman (* 1974), irakisch-kurdische Literatin
- Hardick, Lothar (1913–1999), deutscher Franziskaner und Kirchenhistoriker
- Hardick, William L (1909–1981), US-amerikanischer Offizier, Brigadegeneral der US Army
- Hardie Boys, Michael (1931–2023), neuseeländischer Generalgouverneur
- Hardie, Andrew, Baron Hardie (* 1946), britischer Richter des Supreme Courts of Scotland und früherer Lord Advocate
- Hardie, Colin (1906–1998), britischer Altphilologe
- Hardie, Grahame (* 1950), britischer Biochemiker
- Hardie, Grant (* 1992), schottischer Curler
- Hardie, Kate (* 1969), britische Schauspielerin
- Hardie, Keir (1856–1915), britischer Politiker (Labour), Mitglied des House of CommonsKeir Hardie (1856–1915)

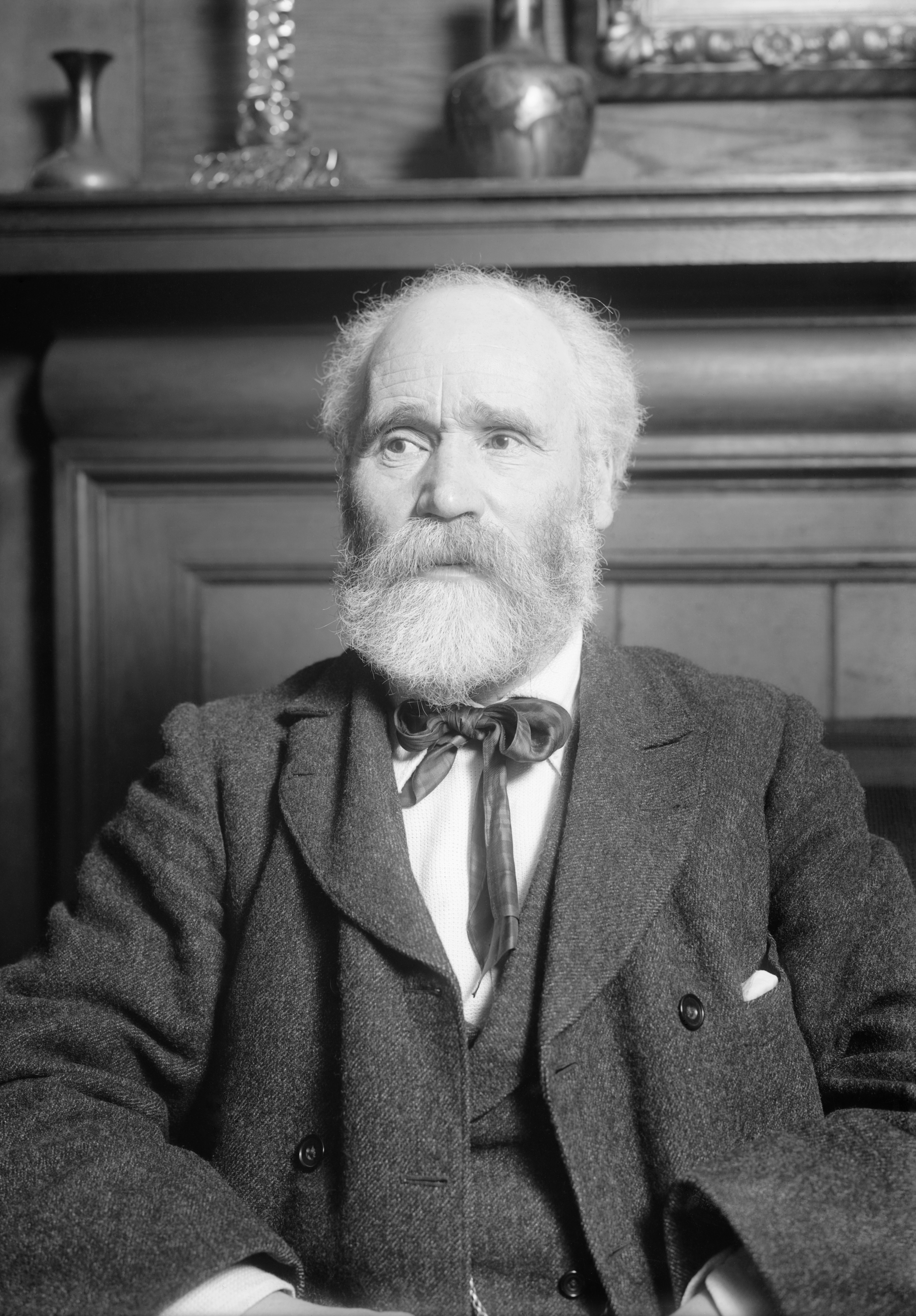
Keir Hardie (1856–1915)

- Hardie, Michael (1938–2008), britischer Diplomat
- Hardie, Philip (* 1952), britischer klassischer Philologe
- Hardie, Ryan (* 1997), schottischer Fußballspieler
- Hardie, William Francis Ross (1902–1990), britischer Altphilologe und Philosophiehistoriker
- Hardie, William Ross (1862–1916), britischer Altphilologe schottischer Herkunft
- Hardieck, Trudel (1905–1990), deutsche Gründerin und Leiterin der Privatklinik Der Jägerwinkel
- Hardiknut († 1042), König von England und König von DänemarkHardiknut († 1042)

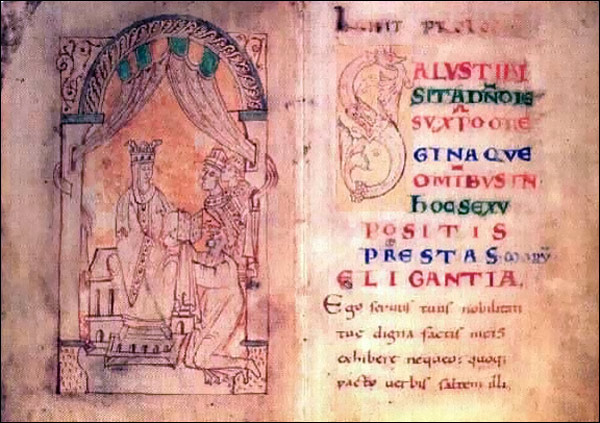
Hardiknut († 1042)

- Hardiman, Adrian (1951–2016), irischer Richter
- Hardiman, Gary (* 1975), irischer Snookerspieler
- Hardiman, James (1782–1855), irischer Bibliothekar und Schriftsteller
- Hardiman, Olinka (* 1960), französische Pornodarstellerin und Schauspielerin
- Hardiman, Ronan (* 1961), irischer Komponist
- Hardin, Benjamin (1784–1852), US-amerikanischer Politiker
- Hardin, Charles Henry (1820–1892), US-amerikanischer Politiker
- Hardin, Clifford M. (1915–2010), US-amerikanischer Politiker und Agrarwissenschaftler
- Hardin, Dale W. (1922–2014), amerikanischer Jurist und Regierungsbediensteter
- Hardin, Eddie (1949–2015), britischer Rockmusiker
- Hardin, Garrett (1915–2003), US-amerikanischer Mikrobiologe und Ökologe
- Hardin, Glen (* 1939), US-amerikanischer Musiker
- Hardin, Glenn (1910–1975), US-amerikanischer Leichtathlet
- Hardin, Jerry (* 1929), US-amerikanischer Schauspieler
- Hardin, John J. (1810–1847), US-amerikanischer Politiker
- Hardin, John Wesley (1853–1895), US-amerikanischer Revolverheld
- Hardin, Martin D. (1780–1823), US-amerikanischer Politiker
- Hardin, Melora (* 1967), US-amerikanische SchauspielerinMelora Hardin (* 1967)

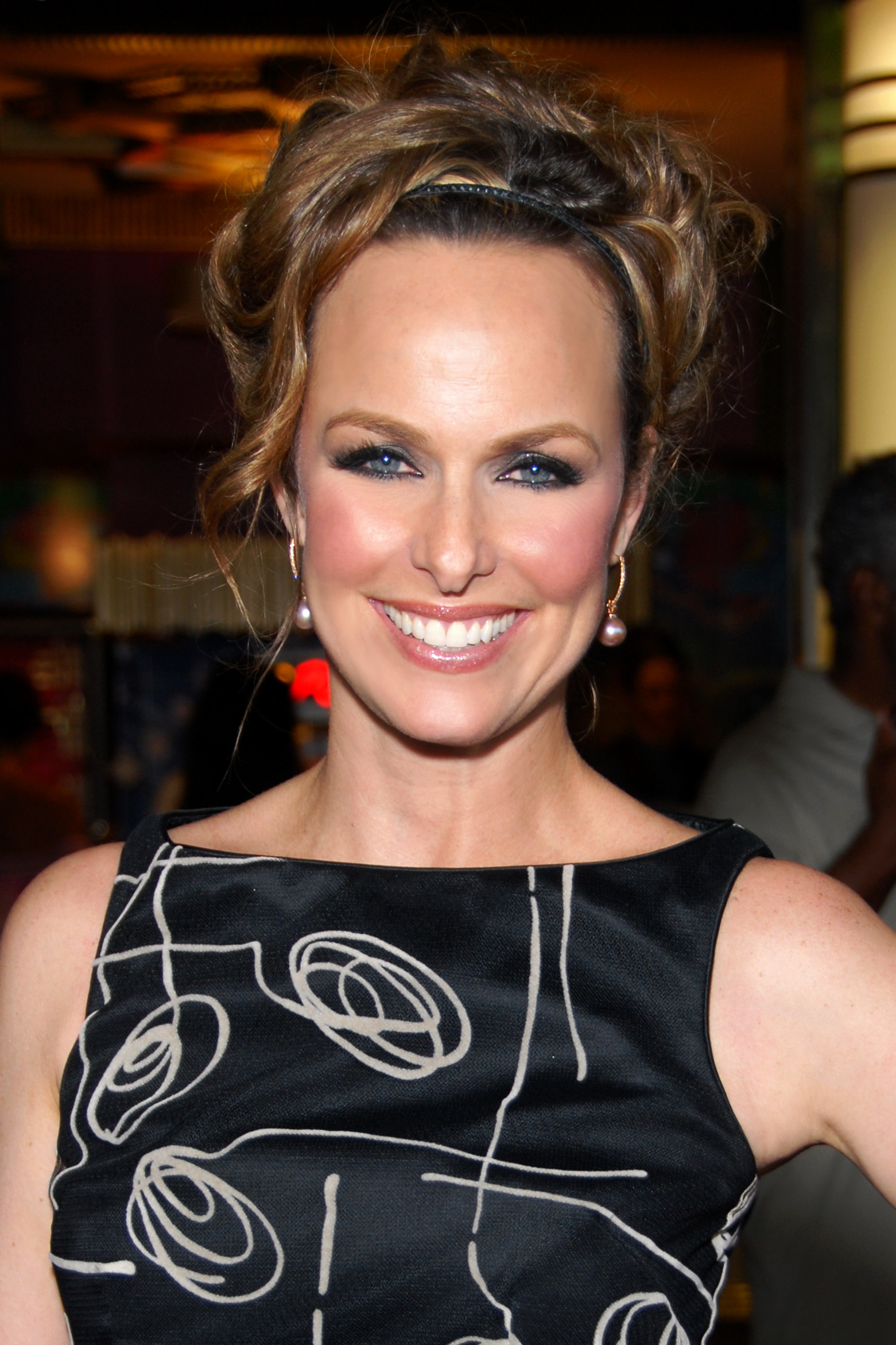
Melora Hardin (* 1967)

- Hardin, Tim (1941–1980), US-amerikanischer Musiker
- Hardin, Ty (1930–2017), US-amerikanischer Schauspieler
- Hardin, Wesley, US-amerikanischer Rockabilly-Musiker
- Harding, Aaron (1805–1875), US-amerikanischer Politiker
- Harding, Abner C. (1807–1874), US-amerikanischer Politiker
- Harding, Aldous (* 1990), neuseeländische Singer-Songwriterin
- Harding, Ann (1902–1981), US-amerikanische Schauspielerin
- Harding, Anthony (* 2000), britischer Wasserspringer
- Harding, Benjamin F. (1823–1899), US-amerikanischer Politiker
- Harding, Buster (1917–1965), kanadischer Jazz-Pianist, Arrangeur und Komponist
- Harding, Chester (1792–1866), amerikanischer Porträtmaler
- Harding, Chester (1866–1936), US-amerikanischer Heeresoffizier und Gouverneur der Panamakanalzone
- Harding, Curtis (* 1979), US-amerikanischer Soulmusiker
- Harding, Dale (* 1982), australischer Maler
- Harding, Dan (* 1983), englischer Fußballspieler
- Harding, Daniel (* 1975), britischer DirigentDaniel Harding (* 1975)

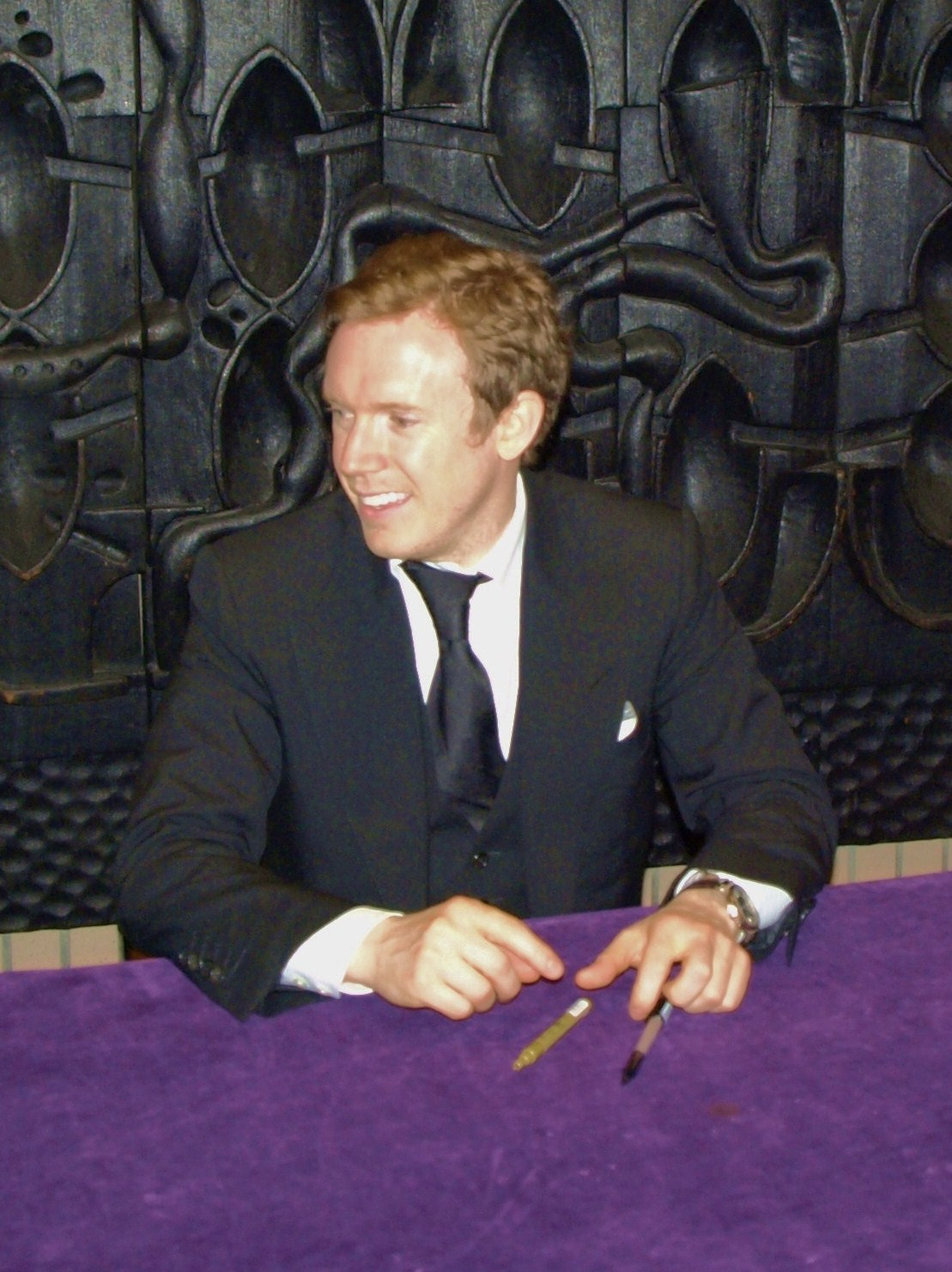
Daniel Harding (* 1975)

- Harding, David (* 1937), schottischer Installations- und Videokünstler
- Harding, Dido, Baroness Harding of Winscombe (* 1967), britische Wirtschaftsmanagerin und Politikerin (Conservative Party) und Life Peeress
- Harding, Edwin F. (1886–1970), US-amerikanischer Generalmajor
- Harding, Elizabeth Ya Eli (* 1956), gambische Diplomatin
- Harding, Emily J. (1850–1940), britische Malerin und Suffragette
- Harding, Eric (* 1972), US-amerikanischer Boxer
- Harding, Florence (1860–1924), US-amerikanische First Lady
- Harding, Frank F. (1916–1989), US-amerikanischer Anwalt und Politiker
- Harding, Georg (* 1981), österreichischer Fußballspieler
- Harding, George Matthews (1882–1959), US-amerikanischer Maler und Illustrator
- Harding, Georgina (* 1955), britische Schriftstellerin
- Harding, Gerald Lankester (1901–1979), britischer Archäologe
- Harding, Hamish (1964–2023), britischer Geschäftsmann
- Harding, Harold (1900–1986), britischer Tunnelbau-Ingenieur
- Harding, Ian (* 1986), US-amerikanischer SchauspielerIan Harding (* 1986)

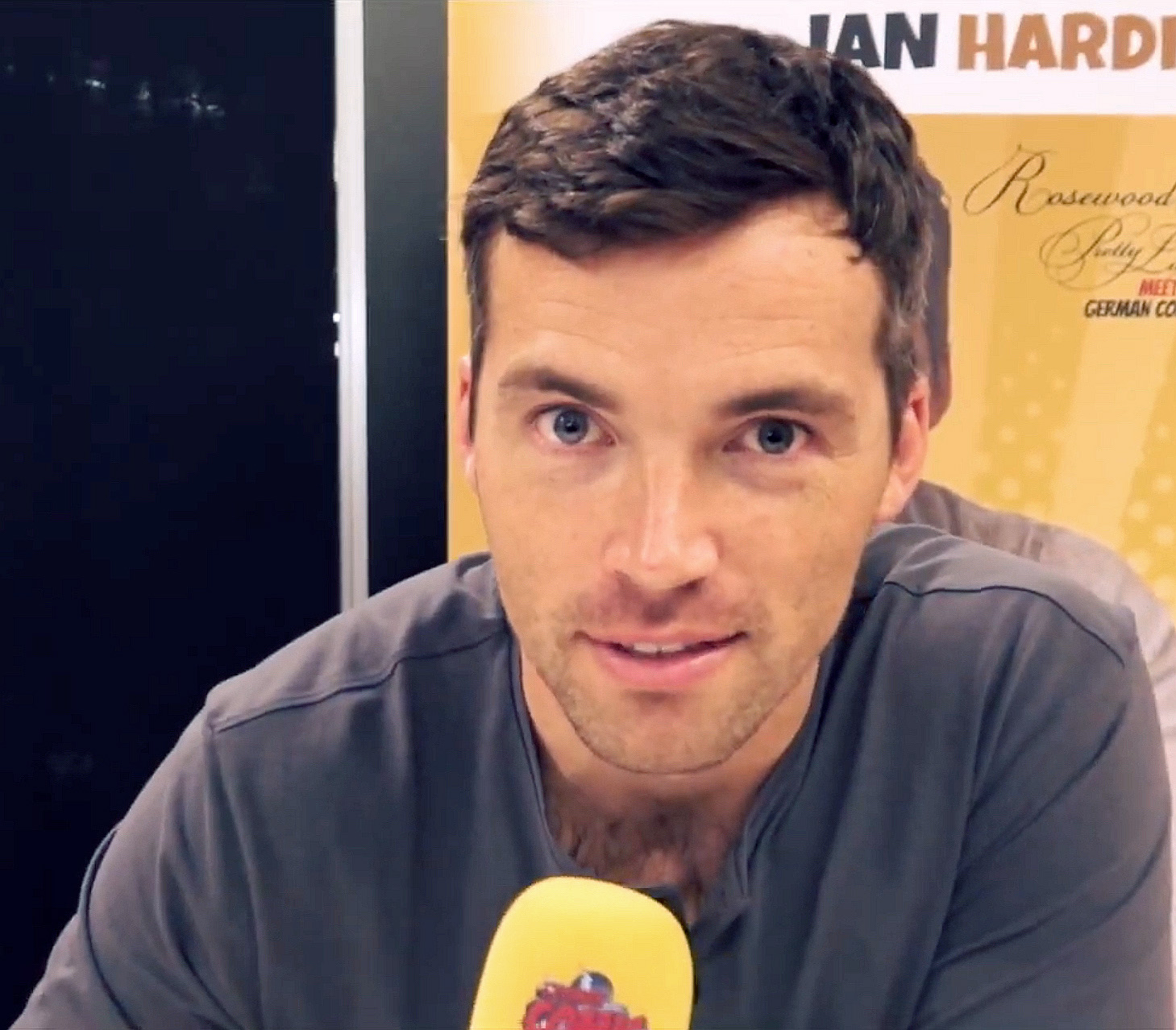
Ian Harding (* 1986)

- Harding, J. Eugene (1877–1959), US-amerikanischer Politiker
- Harding, James, englischer Flötist und Komponist
- Harding, James (* 2003), neuseeländischer Mittelstreckenläufer
- Harding, Jane (* 1955), neuseeländische Medizinerin und Hochschullehrerin
- Harding, Jay M., Tonmeister
- Harding, Jeff (* 1965), australischer Boxer
- Harding, John, 1. Baron Harding of Petherton (1896–1989), britischer Feldmarschall, Chef des Generalstabes
- Harding, John, 2. Baron Harding of Petherton (1928–2016), britischer Peer und Politiker
- Harding, Joseph (1805–1876), englischer Käsehersteller
- Harding, Josh (* 1984), kanadischer Eishockeytorwart
- Harding, Joshua (* 1985), australischer Eishockeyspieler
- Harding, Julius Friedrich August (1759–1823), deutscher lutherischer Theologe
- Harding, Karen (* 1991), englische Pop- und R&B-Sängerin
- Harding, Karl Ludwig (1765–1834), deutscher Astronom
- Harding, Keith (1938–2021), schottischer Politiker
- Harding, Lee (1937–2023), australischer Science-Fiction-Autor und Photograph
- Harding, Leonhard (* 1936), deutscher Historiker
- Harding, Lindsey (* 1984), US-amerikanische Basketballspielerin
- Harding, Luke (* 1968), britischer Journalist
- Harding, Mary Esther (1888–1971), englische Ärztin, Psychotherapeutin und Schriftstellerin
- Harding, Natasha (* 1989), walisische Fußballspielerin
- Harding, Nicholas (1956–2022), australischer Maler
- Harding, Paul (* 1967), US-amerikanischer Schriftsteller und Musiker
- Harding, Peter Robin (1933–2021), britischer Luftwaffenoffizier, Marschall der Royal Air Force
- Harding, Phil (* 1950), britischer Archäologe
- Harding, Phyllis (1907–1992), britische Schwimmerin
- Harding, Ralph R. (1929–2006), US-amerikanischer Politiker
- Harding, Reginald (1905–1981), britischer Generalmajor
- Harding, Rosamond (1898–1982), britische Klavierbau-Historikerin, Instrumentensammlerin und Autorin
- Harding, Sandra (1935–2025), US-amerikanische Philosophin und Feministin
- Harding, Sarah (1981–2021), britische Sängerin, Songwriterin, Tänzerin, Model und Schauspielerin
- Harding, Stephen S. (1808–1891), US-amerikanischer Jurist und Politiker
- Harding, Tanya (* 1972), australische Softballspielerin
- Harding, Tex (* 1902), österreichischer Schriftsteller
- Harding, Tex (1918–1981), US-amerikanischer Schauspieler
- Harding, Thomas (* 1968), britischer Journalist und Autor
- Harding, Tonya (* 1970), US-amerikanische EiskunstläuferinTonya Harding (* 1970)

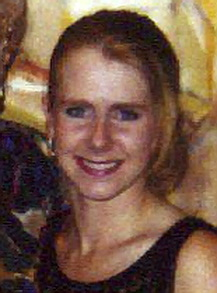
Tonya Harding (* 1970)

- Harding, Traci (* 1964), australische Schriftstellerin
- Harding, Vincent (1931–2014), US-amerikanischer Historiker und Bürgerrechtsaktivist
- Harding, Warren (1924–2002), US-amerikanischer Bergsteiger
- Harding, Warren G. (1865–1923), US-amerikanischer Politiker, 29. Präsident der USA (1921–1923)Warren G. Harding (1865–1923)

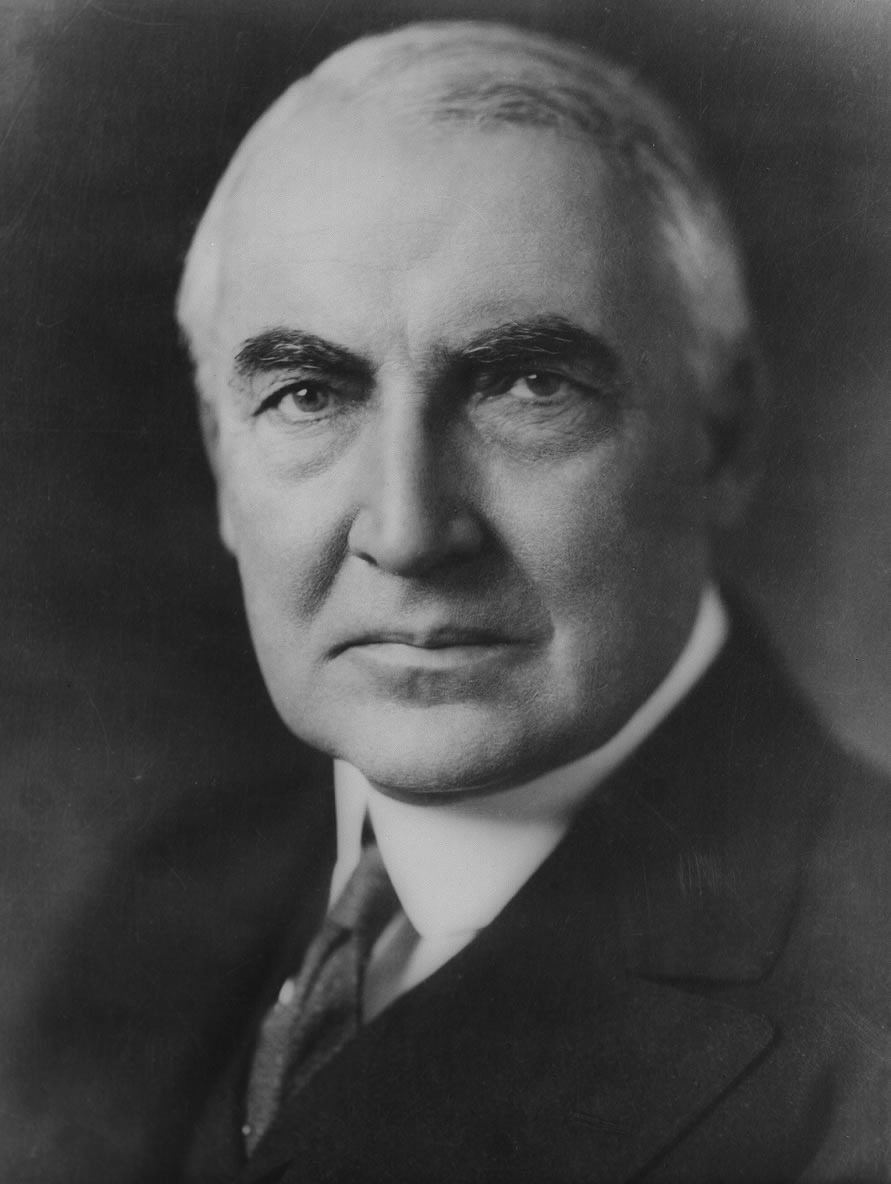
Warren G. Harding (1865–1923)

- Harding, William (1864–1930), US-amerikanischer Bankmanager, Chef des Federal Reserve System (1916–1922)
- Harding, William L. (1877–1934), US-amerikanischer Politiker, Gouverneur von Iowa (1917–1921)
- Harding-Smith, Laurence (1929–2021), australischer Fechter
- Hardinge, Arthur Henry (1859–1933), britischer Botschafter
- Hardinge, Charles, 1. Baron Hardinge of Penshurst (1858–1944), Vizekönig von Indien (1910–1916)
- Hardinge, Frances (* 1973), britische Schriftstellerin
- Hardinge, Henry, 1. Viscount Hardinge (1785–1856), britischer Feldmarschall und Politiker, Mitglied des House of Commons
- Hardinge, Julian, 4. Baron Hardinge of Penshurst (* 1945), britischer Peer und Politiker
- Hardinghaus, Christian (* 1978), deutscher Historiker, Schriftsteller und Fachjournalist
- Hardinghaus, Ferdinand (* 1957), deutscher Chemiker und Ruderer
- Hardinghaus, Winfried, deutscher Mediziner
- Hardion, Bernard (1899–1986), französischer Diplomat
- Hardion, Jacques (1686–1766), französischer Historiker, Übersetzer und königlicher Bibliothekar
- Hardiquest, Louis (1910–1991), belgischer Radrennfahrer
- Hardish, Patrick (* 1944), US-amerikanischer Komponist, Musik-Bibliothekar
- Hardison, Kadeem (* 1965), US-amerikanischer SchauspielerKadeem Hardison (* 1965)

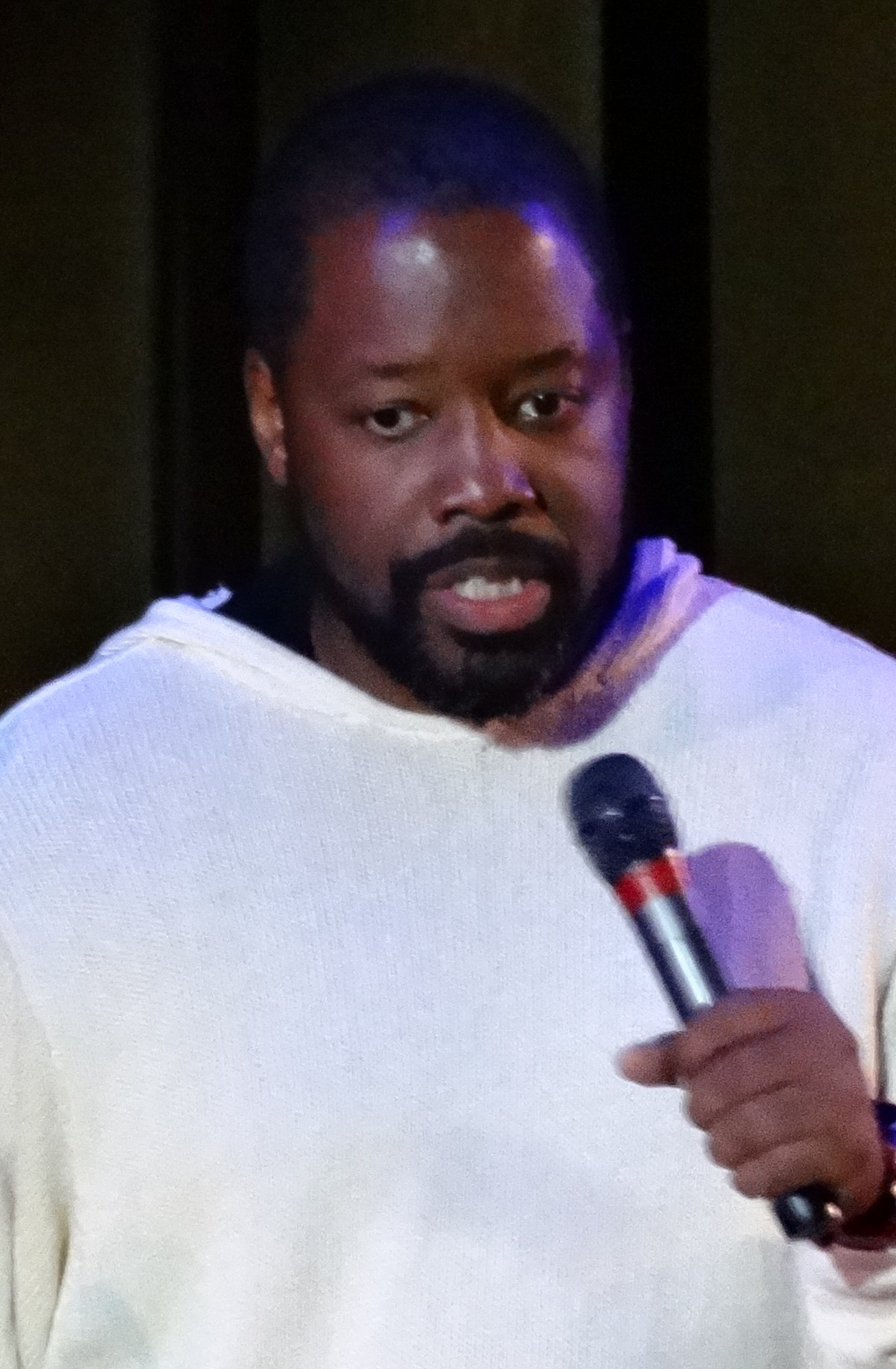
Kadeem Hardison (* 1965)

- Hardison, Osborne Bennett (1928–1990), US-amerikanischer Philologe und Literaturwissenschaftler
- Hardisty, Huntington (1929–2003), US-amerikanischer Admiral der US Navy

### Hardj
- Hardjasoemarta, Paschalis Soedita (1929–1999), indonesischer Ordensgeistlicher, römisch-katholischer Bischof von Purwokerto

### Hardk
- Hardkopf, Nicolaus (1582–1650), deutscher lutherischer Theologe

### Hardl
- Härdle, Gerhard (* 1941), deutscher Rechtsanwalt
- Härdle, Mine (1888–1967), deutsche Politikerin (SPD), MdL
- Härdle, Wolfgang (* 1953), deutscher Statistiker, Hochschullehrer und Unternehmer
- Hardley, Björn (* 2002), niederländischer Fußballspieler

### Hardm
- Hardman, Bill (1933–1990), US-amerikanischer Jazztrompeter
- Hardman, Christine (* 1951), britische anglikanische Theologin
- Hardman, Edward (1845–1887), Geologe und erster Entdecker eines Goldfeldes in Australien
- Hardman, Harold (1882–1965), englischer Fußballspieler
- Hardman, Karl (1927–2007), US-amerikanischer Horror-Film-Produzent und Schauspieler
- Hardman, Lamartine Griffin (1856–1937), US-amerikanischer Politiker
- Hardman, Lawrence Pullen (1909–1996), britischer Ordensgeistlicher, Bischof von Zomba
- Hardman, Mecole (* 1998), US-amerikanischer American-Football-Spieler
- Hardmann, Jacob (1720–1760), Jesuit, Philosoph, Theologe und Hochschullehrer
- Hardmeier, Benno (1930–2018), Schweizer Journalist
- Hardmeier, Christof (1942–2020), deutscher evangelischer Alttestamentler
- Hardmeier, Emil (1870–1935), Schweizer Lehrer und Politiker
- Hardmeier, Oskar (* 1925), Schweizer Sprinter
- Hardmeier, Thomas (* 1965), Schweizer Kameramann
- Hardmeyer, Johann Melchior († 1700), Schweizer Buchdrucker, Lehrer und Dichter
- Hardmeyer, Willy (1910–1986), Schweizer Organist, Orgelbauexperte und Sachbuchautor

### Hardo
- Hardo, Trutz (* 1939), deutscher Autor und EsoterikerTrutz Hardo (* 1939)

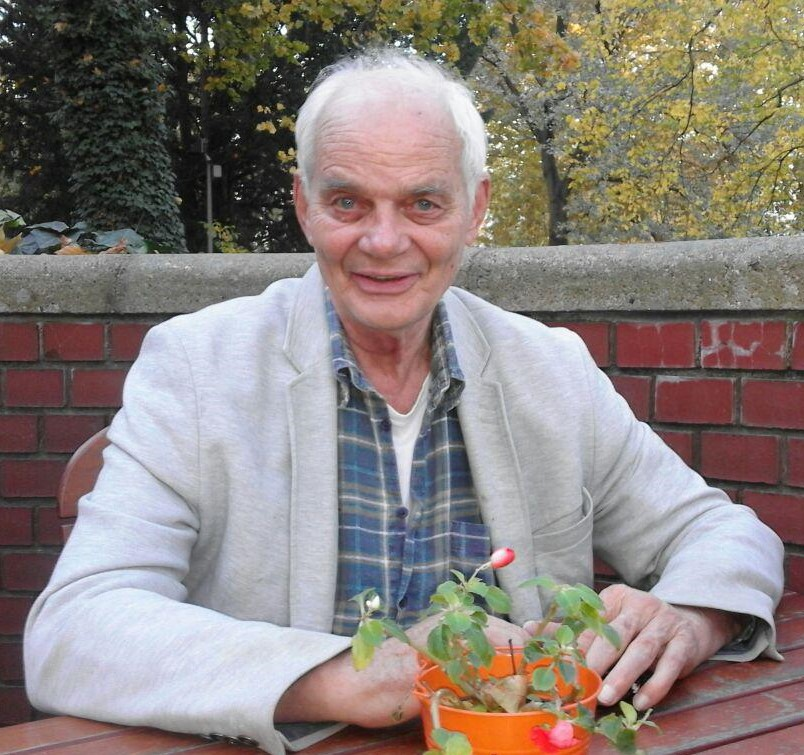
Trutz Hardo (* 1939)

- Hardoon, Silas Aaron (1851–1931), chinesischer Unternehmer (Shanghai)
- Hardörfer, Anton (1890–1971), deutscher Chorleiter
- Hardorff, Gerdt (1769–1864), deutscher Maler
- Hardorff, Rudolf (1816–1907), deutscher Landschafts- und Marinemaler
- Hardorp, Benediktus (1928–2014), deutscher Wirtschaftswissenschaftler
- Hardouin, Jean (1646–1729), französischer Jesuit, Philologe und Theologe
- Hardouin-Mansart, Jules (1646–1708), französischer Architekt

### Hardr
- Hardrad, fränkischer Graf
- Hardraht, Johannes (1880–1940), deutscher Amtshauptmann
- Hardraht, Klaus (* 1941), deutscher Jurist und Politiker (CDU)
- Hardrat, Emil (1810–1886), deutsch-amerikanischer lutherischer Geistlicher und Politiker
- Hardrict, Cory (* 1979), US-amerikanischer SchauspielerCory Hardrict (* 1979)

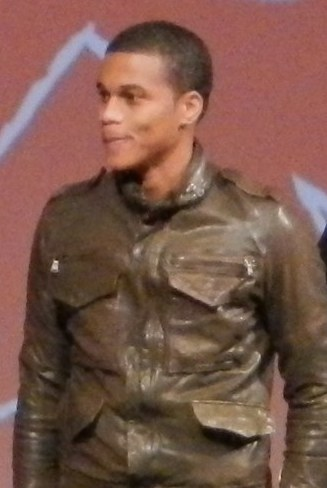
Cory Hardrict (* 1979)

- Hardrock Gunter (1925–2013), US-amerikanischer Country- und Rockabilly-Sänger

### Hards
- Hardsejeu, Andrej (* 1973), belarussischer Marathonläufer
- Hardsejtschyk, Zimafej (* 1986), belarussischer Wasserspringer
- Hardsjajtschuk, Michail (* 1989), belarussischer Fußballspieler

### Hardt
- Hardt, Alfons (* 1950), deutscher Geistlicher, römisch-katholischer Theologe und Jurist, Generalvikar des Erzbistums Paderborn
- Hardt, Arnold Wilhelm (1805–1878), deutscher Unternehmer und Abgeordneter
- Hardt, Arnold Wilhelm (1843–1897), deutscher Unternehmer und Handelskammer-Präsident
- Hardt, Axel (* 1973), deutscher Brigadegeneral des Heeres der Bundeswehr
- Hardt, Carl (1822–1899), deutscher Klavierfabrikant
- Hardt, Christine, deutsche Hausfrau und Erfinderin
- Hardt, Claus (1925–2014), deutscher Filmproduzent
- Hardt, Emil (1842–1929), österreichischer Jurist und Ministerialbeamter
- Hardt, Engelbert (1847–1919), deutscher Bankier und Unternehmer
- Hardt, Ernst (1837–1898), deutscher Unternehmer
- Hardt, Ernst (1869–1917), deutscher Landschaftsmaler der Düsseldorfer Schule
- Hardt, Ernst (1876–1947), deutscher Schriftsteller, Übersetzer und TheaterintendantErnst Hardt (1876–1947)

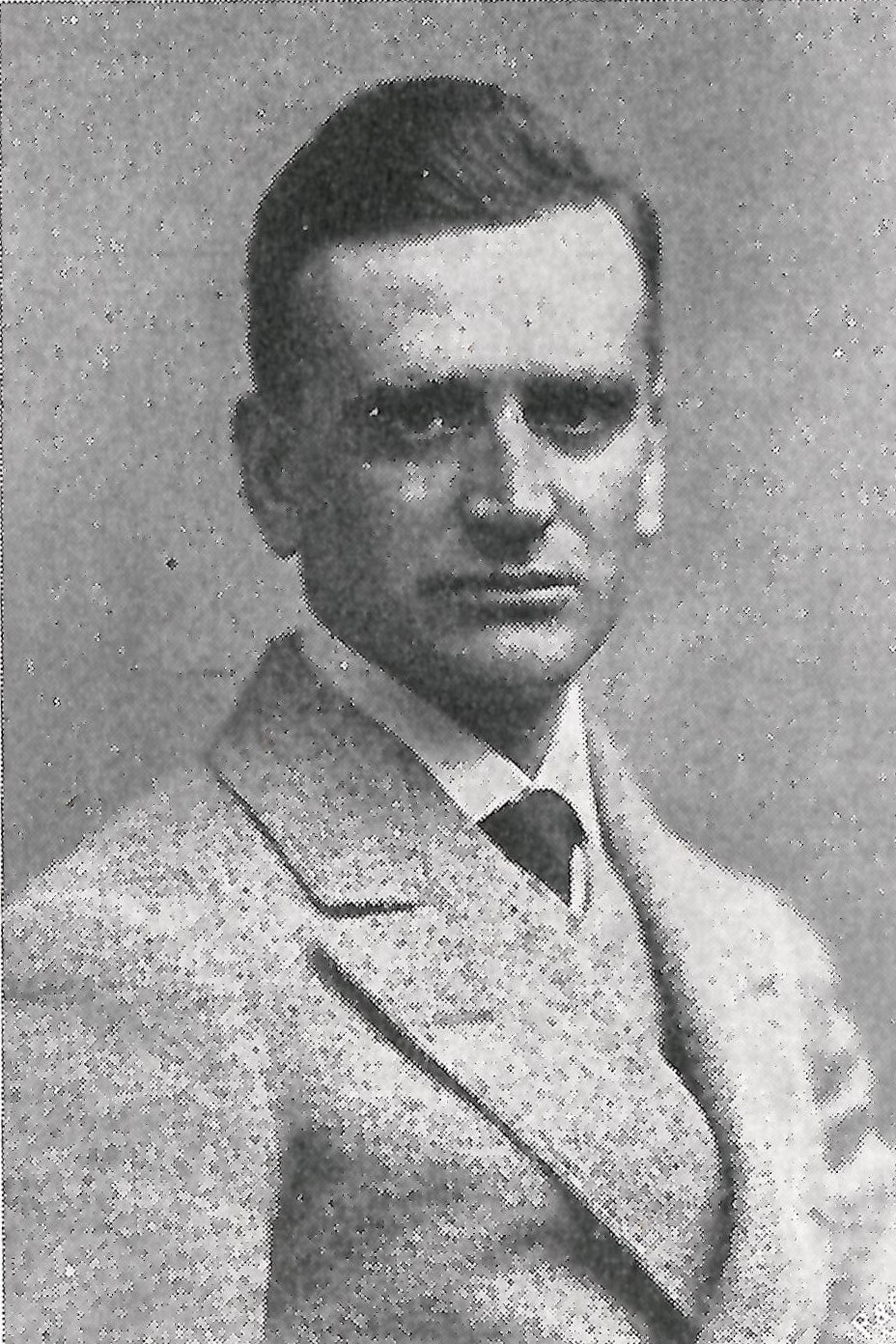
Ernst Hardt (1876–1947)

- Hardt, Friedl (1919–1991), deutsche Schauspielerin
- Hardt, Friedrich (1799–1867), preußischer Landrat der Kreise Monschau, Heinsberg und zuletzt Simmern
- Hardt, Friedrich (1902–1995), deutscher Politiker (CDU), MdL
- Hardt, Friedrich Wilhelm von (1855–1938), preußischer Oberstleutnant und Zeremonienmeister
- Hardt, Fritz (1873–1959), deutscher Unternehmer
- Hardt, Hans Günter (1923–2017), deutscher Politiker (CDU), MdL
- Hardt, Hans-Heinrich (* 1955), deutscher Schauspieler
- Hardt, Harry (1899–1980), österreichischer Schauspieler
- Hardt, Heinrich (1822–1889), deutscher Kaufmann und Politiker
- Hardt, Heinz (1936–2025), deutscher Ingenieur und Politiker (CDU), MdLHeinz Hardt (1936–2025)

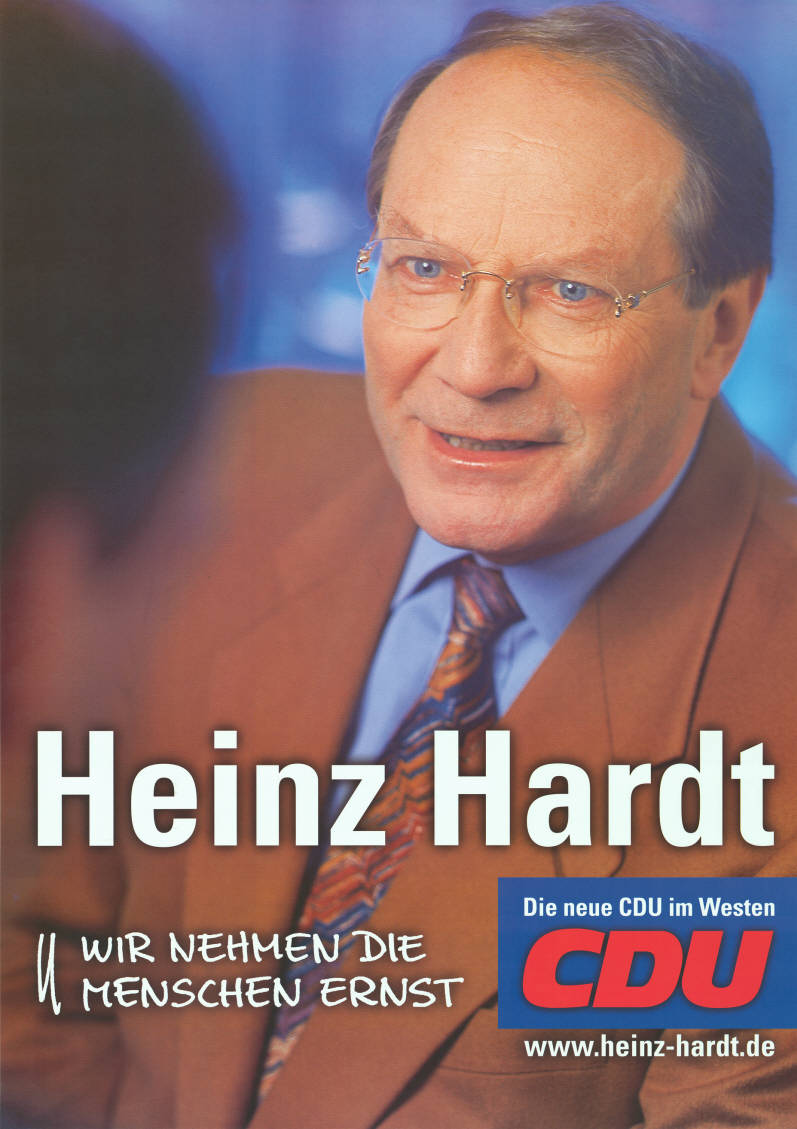
Heinz Hardt (1936–2025)

- Hardt, Henning (* 1971), deutscher Fußballspieler
- Hardt, Hermann (1866–1938), deutscher Kaufmann und Unternehmer, Mitinhaber in Firma Johann Wülfing & Sohn, Kommunalpolitiker
- Hardt, Hermann von der (1660–1746), deutscher Orientalist und Historiker, Professor in Helmstedt
- Hardt, Horst (* 1935), deutscher Kameramann
- Hardt, Ignatz (1783–1843), bayerischer Bürgermeister
- Hardt, Ignaz (1749–1811), deutscher Bibliothekar
- Hardt, Jackie (* 1968), deutsche Filmschauspielerin und Fotografin
- Hardt, Joachim Friedrich von der (1719–1779), königlich preußischer Oberst und Kommandeur des Grenadier-Regiments Nr. 4
- Hardt, Johann Daniel (1696–1763), deutscher Gambist und Komponist
- Hardt, Johann Gottlieb (1658–1713), deutscher Logiker und Metaphysiker
- Hardt, Jörg (* 1980), deutscher Automobilrennfahrer
- Hardt, Jürgen (* 1963), deutscher Politiker (CDU)Jürgen Hardt (* 1963)

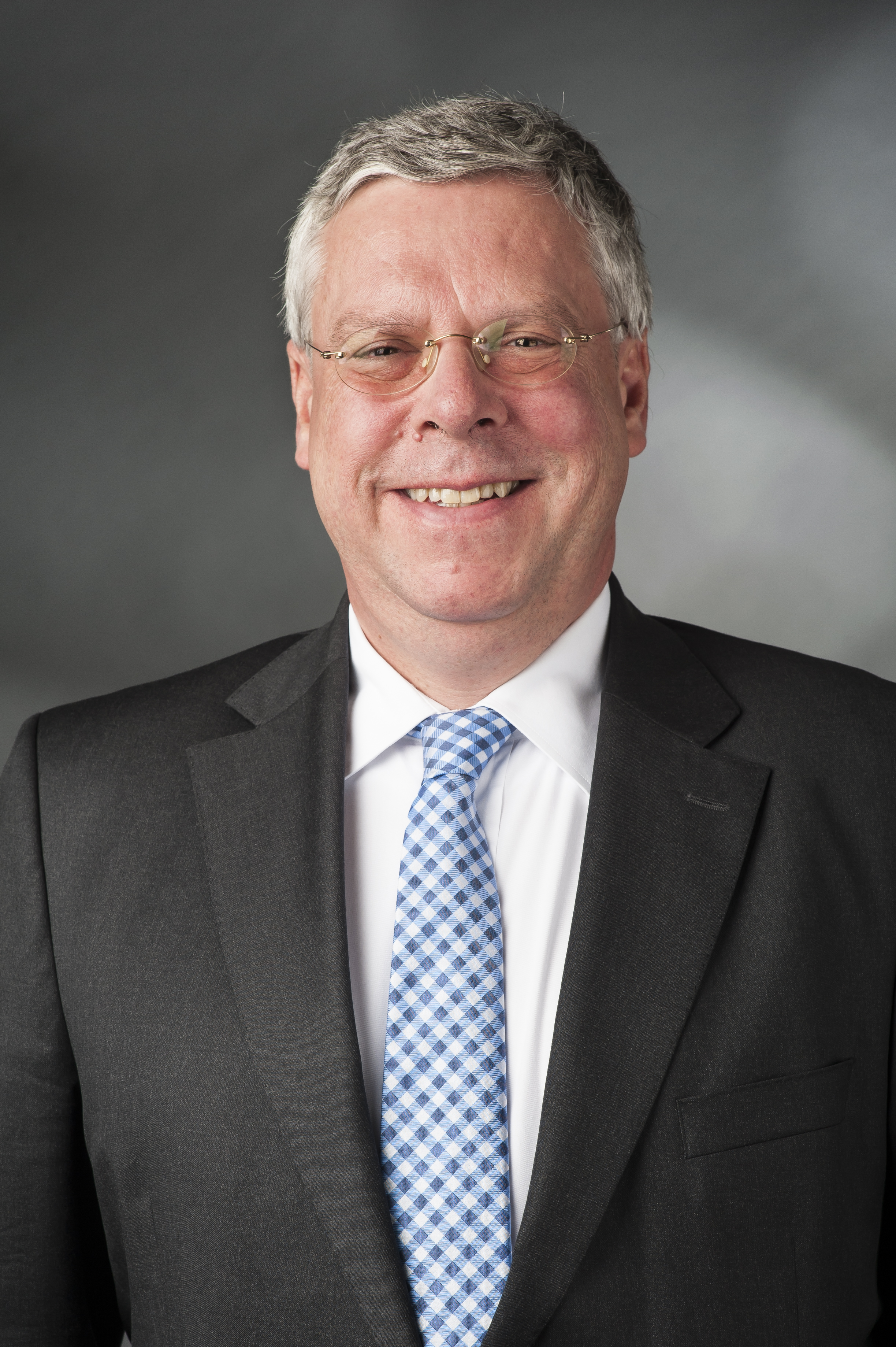
Jürgen Hardt (* 1963)

- Hardt, Karin (1910–1992), deutsche Schauspielerin
- Hardt, Kurd von (1889–1958), deutscher Diplomat und Mäzen
- Hardt, Lucas (* 1989), deutscher Schauspieler
- Hardt, Ludwig (1886–1947), deutscher Rezitator
- Hardt, Manfred (1936–2001), deutscher Romanist, Italianist und Literaturwissenschaftler
- Hardt, Matthias (* 1960), deutscher Historiker
- Hardt, Michael (1878–1962), deutscher Heimatforscher und Chronist
- Hardt, Michael (* 1951), schwedischer Designer
- Hardt, Michael (* 1960), US-amerikanischer Literaturtheoretiker
- Hardt, Mickey (* 1969), luxemburgischer Model, Kampfsportler und Schauspieler
- Hardt, Nichlas (* 1988), dänischer Eishockeyspieler
- Hardt, Nick (* 2000), dominikanischer Tennisspieler
- Hardt, Oliver (* 1970), deutscher Eishockeyspieler
- Hardt, Olivia (* 1988), US-amerikanische Schauspielerin
- Hardt, Petra (* 1954), deutsche Unternehmerin
- Hardt, Richard (1902–1937), deutscher Politiker (NSDAP), Bürgermeister von Bad Homburg vor der Höhe
- Hardt, Richard von (1824–1898), deutscher Unternehmer
- Hardt, Robert (* 1945), US-amerikanischer Mathematiker
- Hardt, Stefan (* 1957), deutscher Hörspielregisseur und Jazzsaxophonist
- Hardt, Stephanie (* 1976), deutsche Kamerafrau
- Hardt, Walter (1874–1962), deutscher Politiker (CDU), MdL
- Hardt, Yvonne (* 1974), Tänzerin, Tanzwissenschaftlerin und Hochschullehrerin
- Hardt-Hardtloff, Hans (1906–1974), deutscher Schauspieler, Regisseur und Theaterintendant
- Hardt-Rösler, Oda (1880–1965), deutsche Bildende Künstlerin
- Hardt-Warden, Bruno (1883–1954), österreichischer Librettist und Liedtexter
- Hardter, Andreas (1780–1816), österreichischer Maler und Kunstpädagoge
- Härdter, Nadine (* 1981), deutsche Handballspielerin
- Hardter, Uwe (* 1977), deutscher Radrennfahrer
- Hardtke, Frank (* 1960), deutscher Rechtswissenschaftler und Rechtsanwalt
- Hardtke, Hans-Jürgen (* 1944), deutscher Ingenieur, Botaniker, Mykologe und Hochschullehrer
- Härdtl, Wighard (* 1943), deutscher Politiker (CDU) und Regierungsbeamter
- Härdtle, Werner (* 1957), deutscher Biologe und Hochschullehrer
- Hardtmuth, Carl (1804–1881), österreichischer Bleistift, Porzellan- und Tonofenfabrikant
- Hardtmuth, Franz von (1832–1896), böhmischer Schreibwarenhersteller
- Hardtmuth, Heinrich (1847–1884), deutscher Fotograf und Elektrotechniker
- Hardtmuth, Joseph (1758–1816), österreichischer Architekt, Erfinder und Fabrikant
- Hardtmuth, Ludwig (1800–1861), Unternehmer in Weimar
- Härdtner, Roland (* 1964), deutscher Marimba-Spieler, Solist für Stabspiele, Pauke und Schlagwerk
- Hardtung, Bernhard (* 1961), deutscher Jurist und Autor
- Hardtwig, Wolfgang (* 1944), deutscher Historiker

### Hardu
- Harduin, Fantine (* 2005), belgische Schauspielerin
- Hardukiewicz, Ania (* 1973), polnisch-deutsche Malerin und bildende Künstlerin
- Hardung, Damian (* 1998), deutscher SchauspielerDamian Hardung (* 1998)

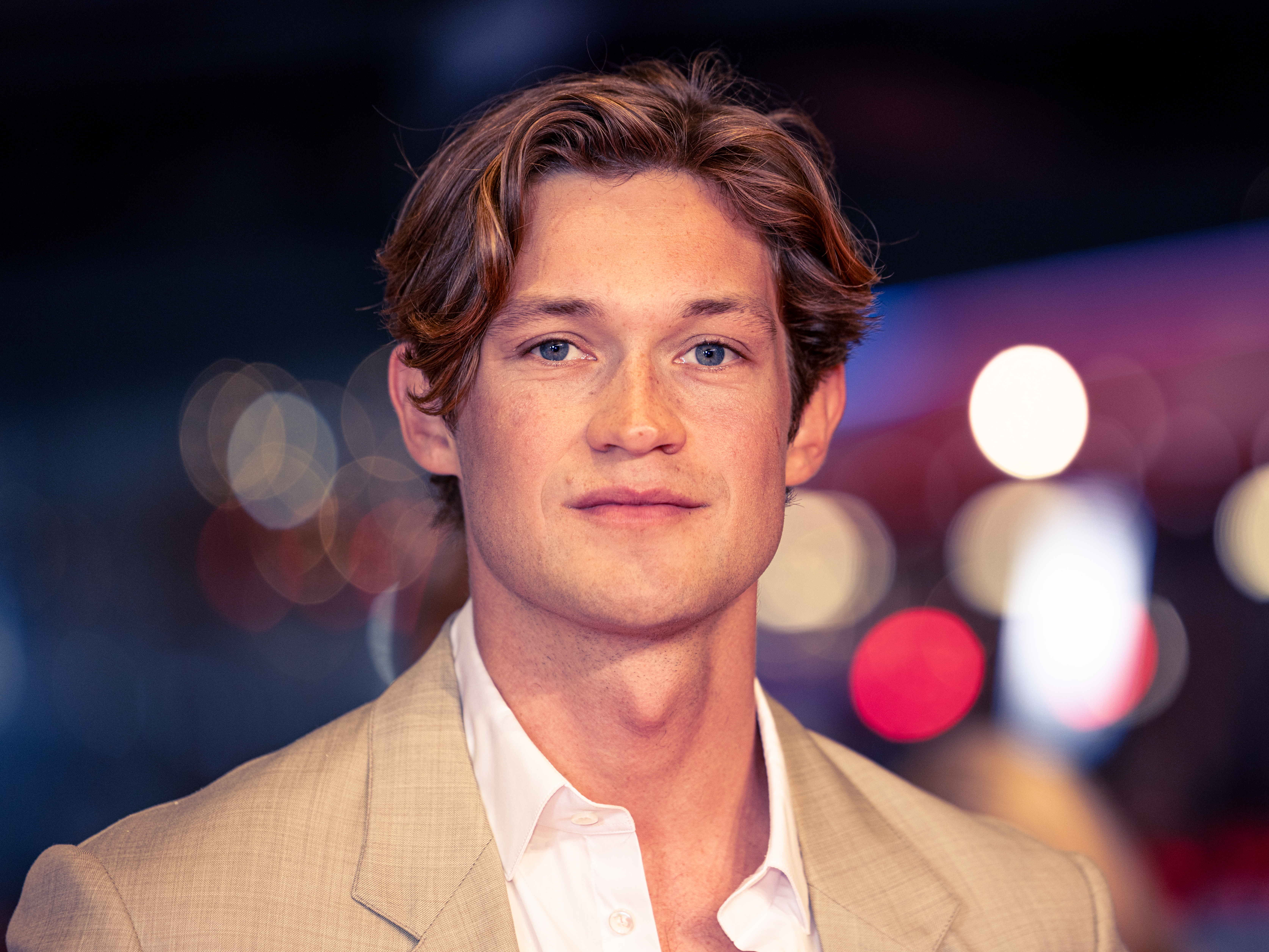
Damian Hardung (* 1998)

- Hardung, Victor (1861–1919), deutsch-schweizerischer Journalist und Schriftsteller
- Hardung, Wolf-Dietrich (1927–2009), deutscher lutherischer Theologe, Dekan des Kirchenbezirks Bad Cannstatt und Mitbegründer der Friedensorganisation Ohne Rüstung Leben
- Harduwijn, Justus de (1582–1636), niederländischer Pastor und Dichter

### Hardw
- Hardward von Minden († 853), Bischof von Minden
- Hardware, Richard (* 1950), jamaikanischer Sprinter
- Hardway, Jay (* 1991), niederländischer DJ
- Hardwell (* 1988), niederländischer DJ und Produzent
- Hardwick, Chris (* 1971), US-amerikanischer Schauspieler und Komiker
- Hardwick, Christopher (* 1947), australischer Badmintonspieler
- Hardwick, Derek (1921–1987), britischer Tennisfunktionär
- Hardwick, Elizabeth (1916–2007), US-amerikanische Literaturkritikerin und Schriftstellerin
- Hardwick, George (1920–2004), englischer Fußballspieler und -trainer
- Hardwick, Harold (1888–1959), australischer Schwimmer
- Hardwick, Herbert (1914–1966), puerto-ricanischer Boxer (Weltergewicht)
- Hardwick, Mary (1913–2001), britische Tennisspielerin
- Hardwick, Omari (* 1974), US-amerikanischer SchauspielerOmari Hardwick (* 1974)

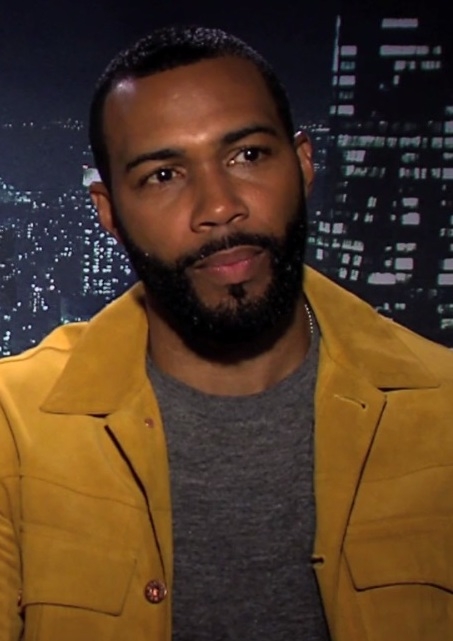
Omari Hardwick (* 1974)

- Hardwick, Otto (1904–1970), US-amerikanischer Jazzsaxophonist
- Hardwick, Ryan (* 1980), US-amerikanischer Autorennfahrer
- Hardwick, Thomas W. (1872–1944), US-amerikanischer Jurist und Politiker
- Hardwick, William G. (1910–1993), US-amerikanischer Politiker
- Hardwicke, Catherine (* 1955), US-amerikanische Szenenbildnerin, Filmregisseurin und Drehbuchautorin
- Hardwicke, Cedric (1893–1964), britischer Film- und Theaterschauspieler sowie Filmregisseur und Filmproduzent
- Hardwicke, Charles (1788–1880), australischer Entdecker und Kapitän
- Hardwicke, Éanna (* 1997), irischer Film- und Theaterschauspieler und ehemaliger Kinderdarsteller
- Hardwicke, Edward (1932–2011), britischer Schauspieler
- Hardwicke, Thomas (1756–1835), britischer General und Zoologe
- Hardwig, Werner (1907–1989), deutscher Rechtswissenschaftler

### Hardy
- Hardy (* 1949), deutscher Zauberkünstler, Autor
- Hardy (* 1990), US-amerikanischer Country-Rock-Sänger und Songwriter
- Hardy, Adolphe-Marie (1920–2011), französischer Geistlicher, Bischof von Beauvais
- Hardy, Adrien (* 1978), französischer Ruderer
- Hardy, Alexander M. (1847–1927), US-amerikanischer Politiker
- Hardy, Alexandre († 1632), französischer Theaterautor
- Hardy, Alfred (1811–1893), französischer Hautarzt
- Hardy, Alister (1896–1985), englischer Meeresbiologe
- Hardy, Amanda (* 1971), australische Badmintonspielerin
- Hardy, Ann (1933–2023), US-amerikanische Computerprogrammiererin und Unternehmerin
- Hardy, Arthur Sturgis (1837–1901), kanadischer Politiker
- Hardy, Ben (* 1991), britischer SchauspielerBen Hardy (* 1991)

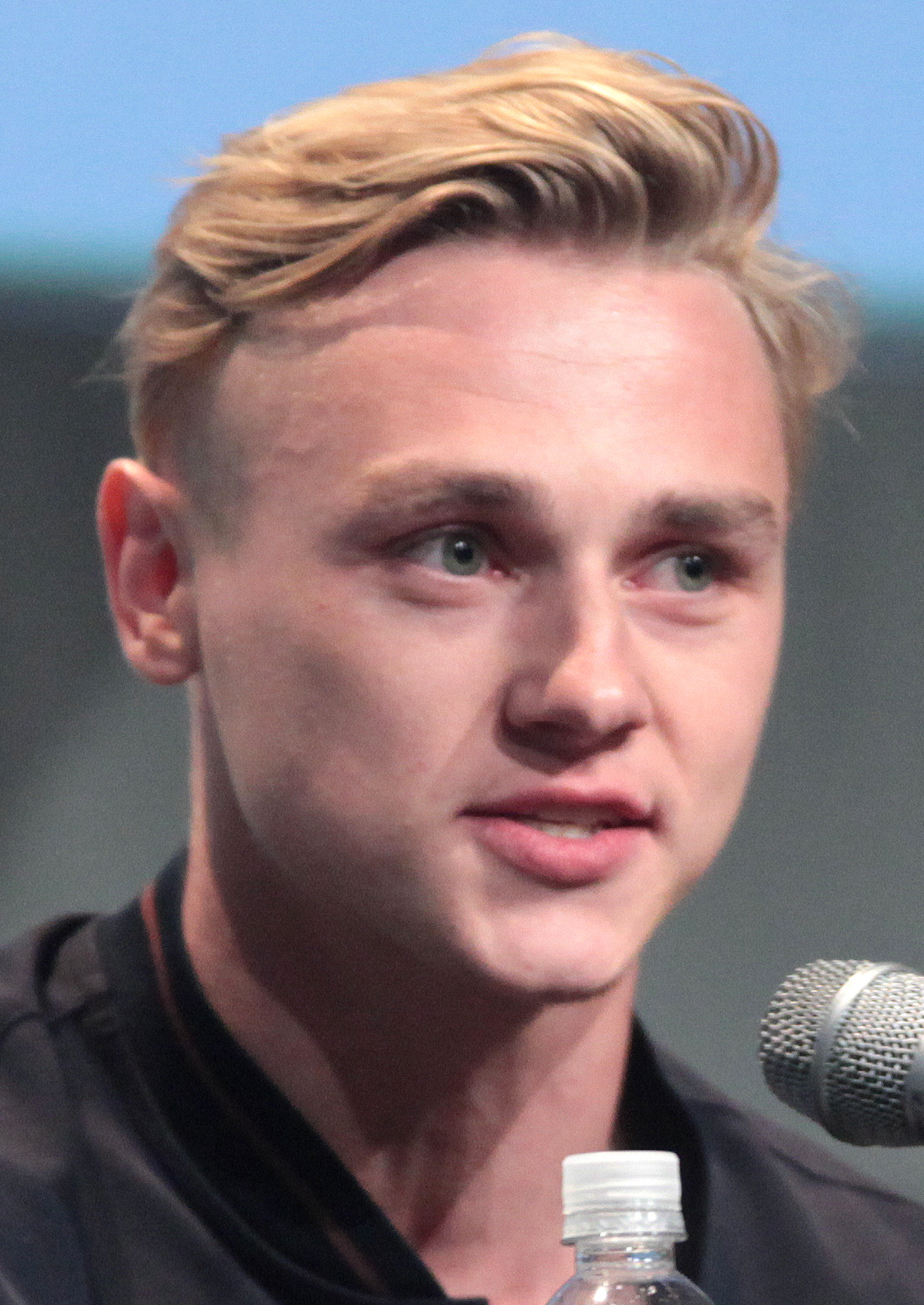
Ben Hardy (* 1991)

- Hardy, Bern (1906–1988), deutscher Dichter
- Hardy, Bruce (* 1962), kanadisch-deutscher Eishockeyspieler
- Hardy, Caspar Bernhard (1726–1819), deutscher Priester, Bildhauer und Maler
- Hardy, Catherine (1930–2017), US-amerikanische Leichtathletin und Olympiasiegerin
- Hardy, Charles († 1780), britischer Marineoffizier und Gouverneur der Kolonie New York
- Hardy, Chauncey (1988–2011), US-amerikanischer Basketballspieler
- Hardy, Claude (1604–1678), französischer Mathematiker, Linguist und Jurist
- Hardy, Cresent (* 1957), US-amerikanischer Politiker
- Hardy, Cynthia (* 1956), kanadische Hochschullehrerin
- Hardy, Dan (* 1982), britischer Kampfsportler
- Hardy, Don Ed (* 1945), US-amerikanischer Tattookünstler
- Hardy, Dudley (1867–1922), britischer Maler und Illustrator
- Hardy, Edmund (1775–1839), Landtagsabgeordneter Großherzogtum Hessen
- Hardy, Edmund (1852–1904), deutscher katholischer Theologe, Religionswissenschaftler und Indologe
- Hardy, Emily, US-amerikanische Schauspielerin
- Hardy, Emmett (1903–1925), US-amerikanischer Kornettist des frühen Jazz
- Hardy, Florian (* 1985), französischer Eishockeytorwart
- Hardy, Françoise (1944–2024), französische Schlagersängerin, Texterin, Komponistin, Filmschauspielerin und AutorinFrançoise Hardy (1944–2024)

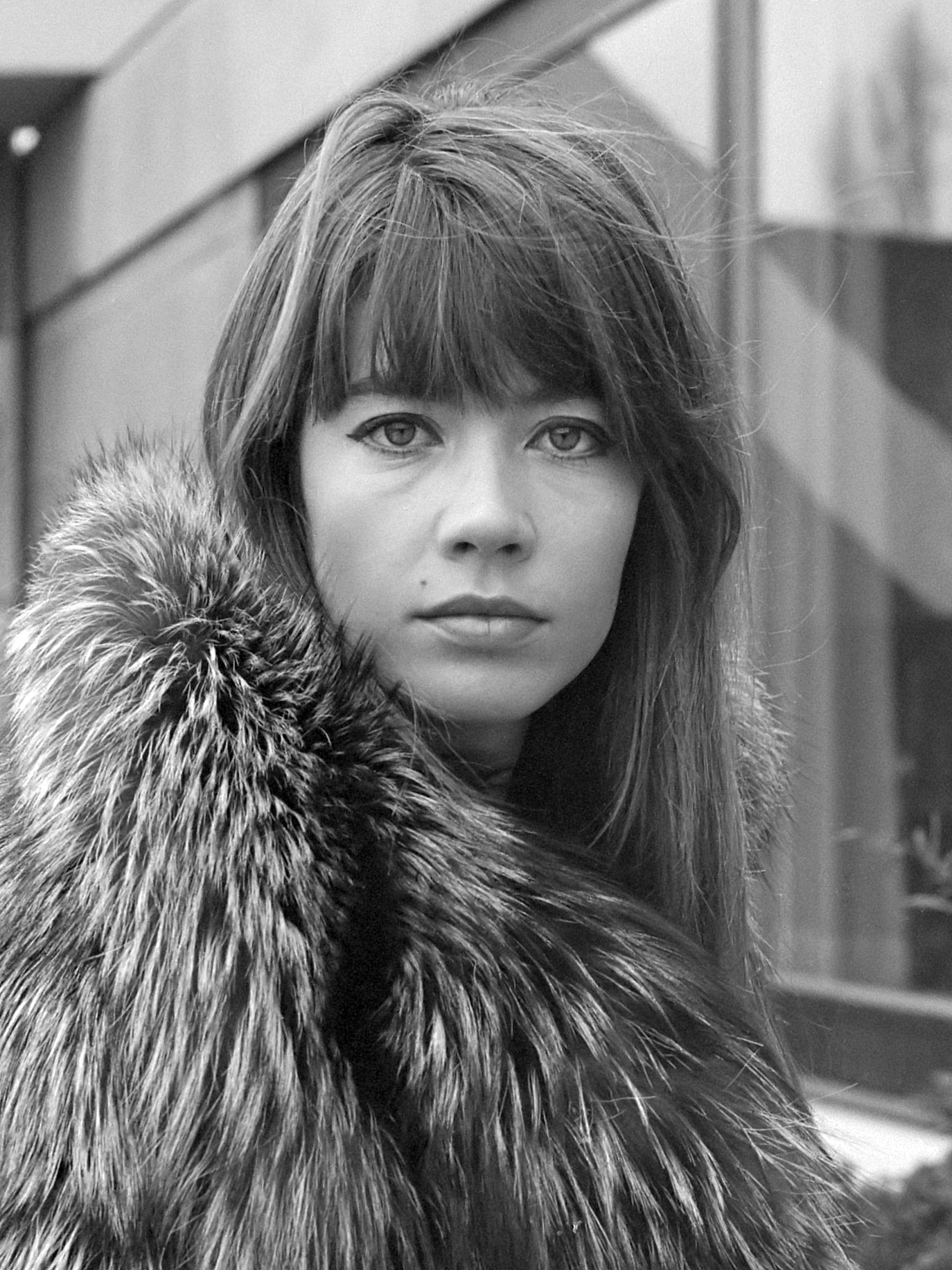
Françoise Hardy (1944–2024)

- Hardy, Georg (1807–1853), Landtagsabgeordneter Großherzogtum Hessen
- Hardy, George (1895–1979), kanadischer Eishockeytrainer und -funktionär
- Hardy, George (* 1954), US-amerikanischer Schauspieler und Zahnarzt
- Hardy, Georges (1884–1972), französischer Erziehungsdirektor und Historiker
- Hardy, Godfrey Harold (1877–1947), britischer Mathematiker
- Hardy, Guy U. (1872–1947), US-amerikanischer Politiker
- Hardy, Hagood (1937–1997), kanadischer Jazzmusiker und Komponist
- Hardy, Henry Noel Marryat (1884–1968), britischer Marineoffizier, buddhistischer Ordensmann
- Hardy, Heywood (1842–1933), englischer Maler und Grafiker
- Hardy, Hugh (1932–2017), US-amerikanischer Architekt
- Hardy, Hugo (1877–1936), deutscher Tennisspieler und Jurist
- Hardy, Ilonca, Psychologin, Pädagogin und Hochschullehrerin
- Hardy, J. George (1851–1914), britisch-österreichischer Ingenieur und Eisenbahn-Techniker
- Hardy, James (1923–1986), US-amerikanischer Ruderer
- Hardy, James D. (1904–1985), US-amerikanischer Physiker
- Hardy, James D. (1918–2003), US-amerikanischer Chirurg
- Hardy, James Greene (1795–1856), US-amerikanischer Politiker
- Hardy, Jean (1763–1802), französischer Divisionsgeneral
- Hardy, Jeff (* 1977), US-amerikanischer WrestlerJeff Hardy (* 1977)

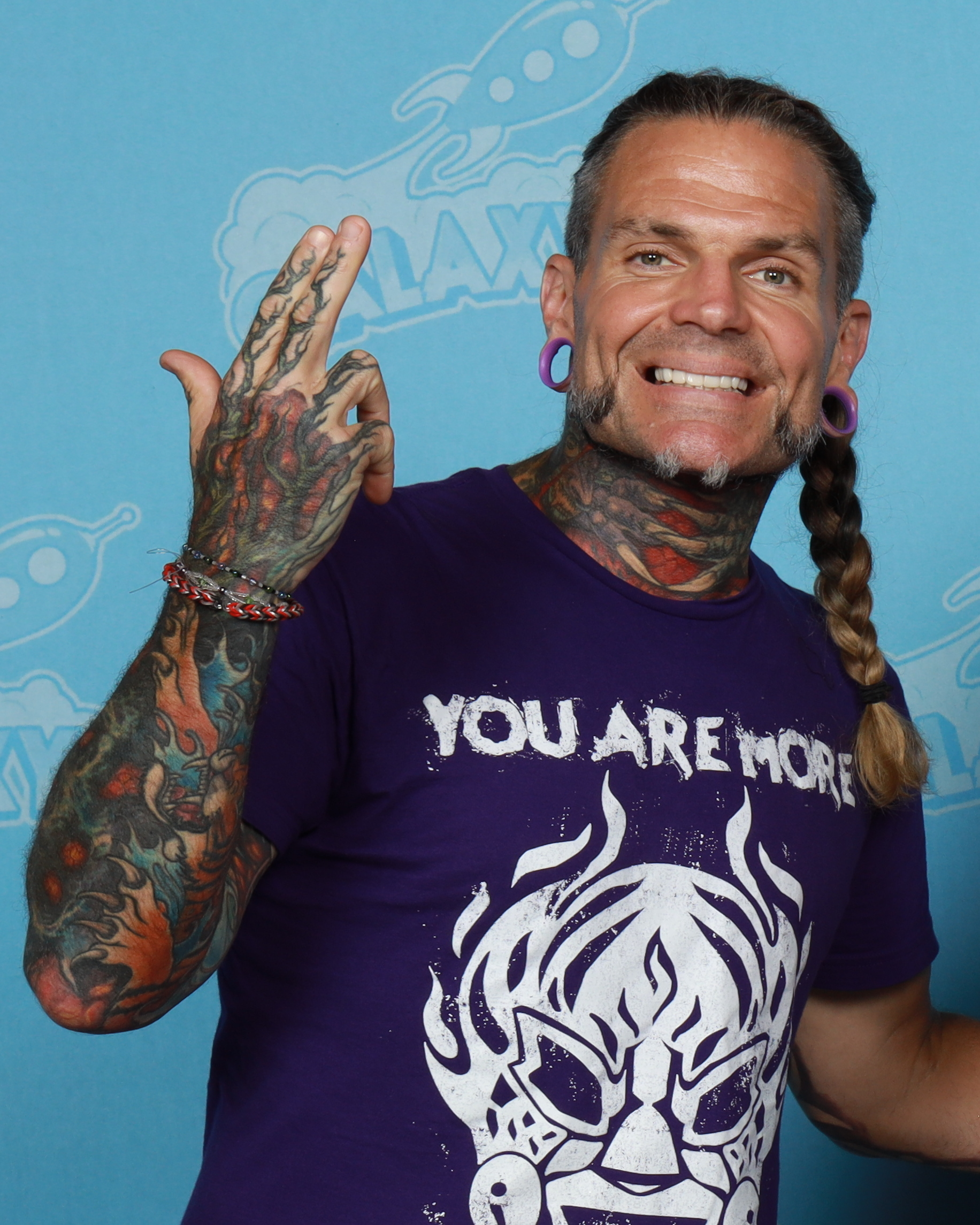
Jeff Hardy (* 1977)

- Hardy, Jessica (* 1987), US-amerikanische Schwimmerin
- Hardy, John (1835–1913), US-amerikanischer Jurist und Politiker
- Hardy, John (* 1941), kanadischer experimenteller Kernphysiker
- Hardy, John A. (* 1954), britisch-US-amerikanischer Genetiker, Molekularbiologe und Alzheimer-Forscher
- Hardy, John Herbert (1893–1969), britischer Brigadier
- Hardy, John Richard (1935–2011), britischer Physiker
- Hardy, John W. (1926–2024), britischer Elektroingenieur
- Hardy, Jonathan (1940–2012), australischer Schauspieler und Drehbuchautor
- Hardy, Julien-Alexandre (1787–1876), französischer Gärtner und Rosenzüchter
- Hardy, Justin (* 1991), US-amerikanischer American-Football-Spieler
- Hardy, Laura, deutsche Schwimmerin, Medaillengewinnerin bei Special Olympics
- Hardy, Linda (* 1973), französische Schauspielerin und Model
- Hardy, Loo (1893–1938), deutsche Schauspielerin
- Hardy, Lou (1955–2021), US-amerikanischer Basketballspieler
- Hardy, Lucien, theoretischer Physiker
- Hardy, Mabel (1879–1947), englische Badmintonspielerin
- Hardy, Mark (* 1959), kanadischer Eishockeyspieler und -trainer
- Hardy, Matt (* 1974), US-amerikanischer Wrestler
- Hardy, Oliver (1892–1957), US-amerikanischer Komiker und FilmschauspielerOliver Hardy (1892–1957)

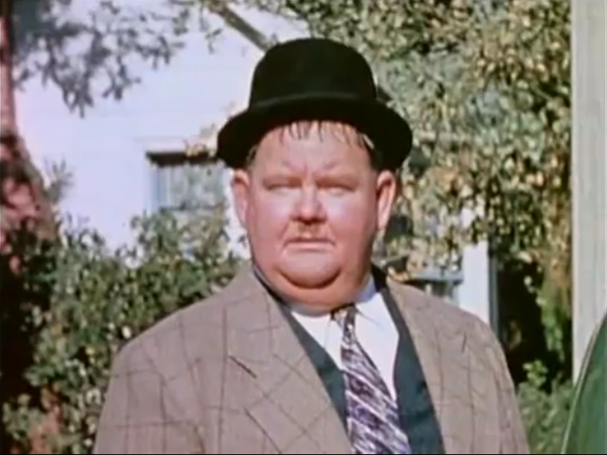
Oliver Hardy (1892–1957)

- Hardy, Patricia (1931–2011), US-amerikanische Schauspielerin
- Hardy, Paul, Islamwissenschaftler
- Hardy, Paul (* 1942), US-amerikanischer Politiker
- Hardy, Peter, Baron Hardy of Wath (1931–2003), britischer Life Peer und Politiker (Labour Party)
- Hardy, Pierre (1907–2000), französischer Sportschütze
- Hardy, Porter junior (1903–1995), US-amerikanischer Politiker
- Hardy, René (1911–1987), französischer Widerstandskämpfer der Résistance, vermutlich der Verräter von Jean Moulin, und Schriftsteller
- Hardy, Rob (* 1972), britischer Kameramann
- Hardy, Robert (1925–2017), britischer Schauspieler
- Hardy, Robert (1936–2021), britischer anglikanischer Theologe
- Hardy, Robert Byron (* 1980), britischer Musiker
- Hardy, Robin (1929–2016), britischer Filmregisseur, Drehbuch- und Romanautor
- Hardy, Rod (* 1949), australischer Regisseur
- Hardy, Roland (1926–2016), britischer Geher
- Hardy, Romain (* 1988), französischer Radrennfahrer
- Hardy, Rufus (1855–1943), US-amerikanischer Politiker
- Hardy, Sam (1882–1966), englischer Fußballtorwart
- Hardy, Sam (1883–1935), US-amerikanischer Schauspieler
- Hardy, Sam (* 1995), australischer Ruderer
- Hardy, Samuel († 1785), US-amerikanischer Politiker
- Hardy, Sophie, französische Schauspielerin
- Hardy, Thomas (1840–1928), britischer Schriftsteller
- Hardy, Thomas Duffus (1804–1878), englischer Historiker, Schriftsteller
- Hardy, Thomas Masterman (1769–1839), britischer Marineoffizier, Admiral
- Hardy, Tom (* 1977), britischer Film- und TheaterschauspielerTom Hardy (* 1977)

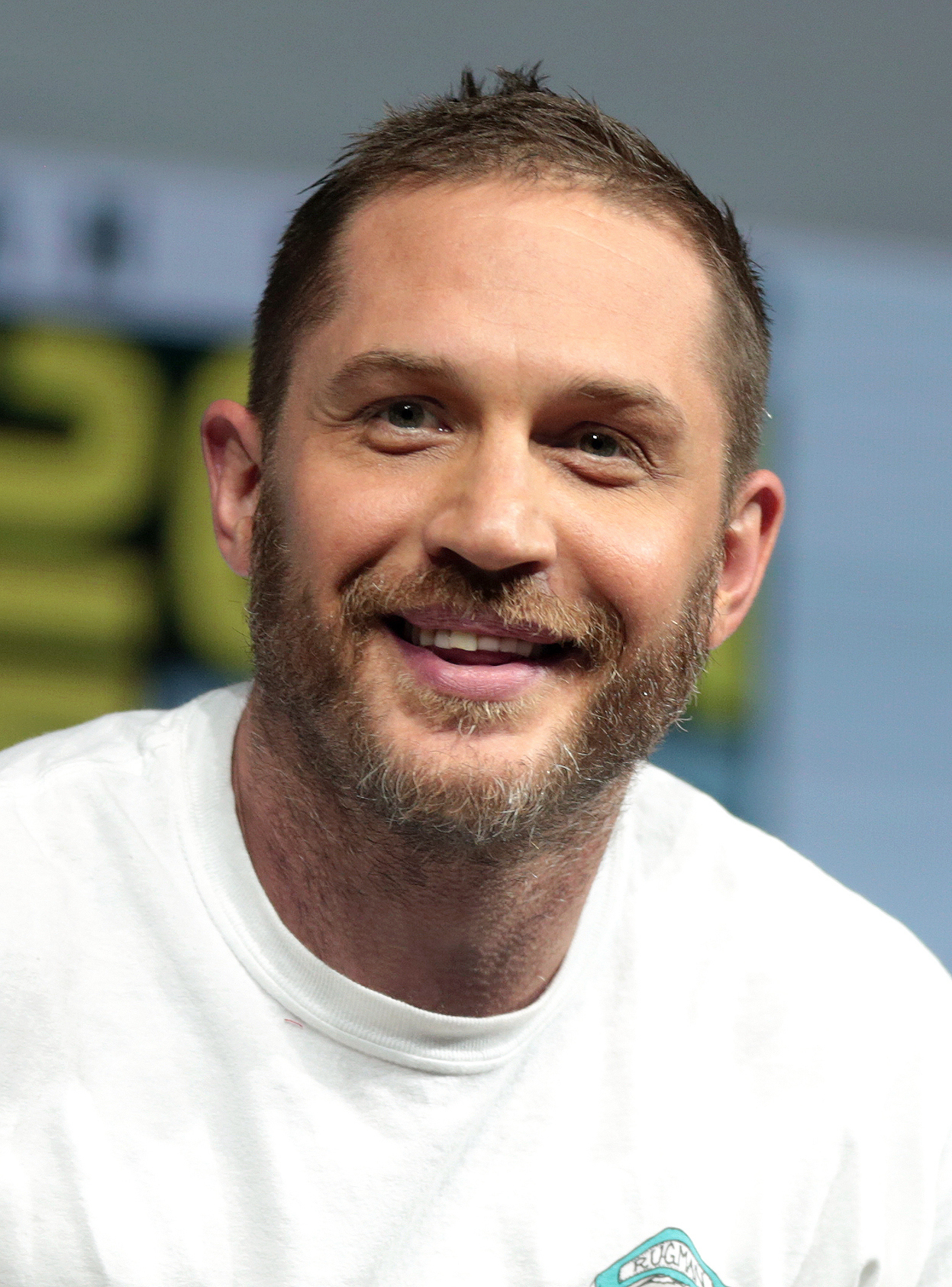
Tom Hardy (* 1977)

- Hardy, Walter N. (* 1940), kanadischer Physiker
- Hardy, William Bate (1864–1934), britischer Biologe